# Lijst van straten in Amersfoort
Dit is een lijst van straten in Amersfoort en hun oorsprong/betekenis. 

## A
| - 't Laar - Het Laar, landgoed en kasteel bij Ommen. Een laar is een open plaats in het bos. - 't Zand - met zand dichtgestorte singel in de binnenstad. - A M van Schuurmanlaan - Anna Maria van Schuurman, 1607-1678, taalkundige, theologe en insectenkundige. - Aalberselaan - Petrus Josephus Matthaeus Aalberse, 1871-1948, Nederlands staatsman - Aaltostraat - Hugo Alvar Henrik Aalto, 1898-1976, Fins architect en industrieel vormgever. - Aardmansberg - 102 meter hoge heuvel op de Veluwe tussen Garderen en Apeldoorn. - Abel Tasmanstraat - ontdekkingsreiziger Abel Tasman - Abraham Blankaartsingel - Abraham Blankaart, personage uit de roman Historie van Mejuffrouw Sara Burgerhart van Betje Wolff en Aagje Deken (1782); Wijk: Schothorst; - Acaciastraat - boomsoort acacia - Achter Davidshof - bijnaam van het Observantenklooster. Naam is ontstaan toen tijdens de Utrechtse burgeroorlog (1481-1483) de Utrechtse bisschop David van Bourgondië hier enige tijd verbleef. - Achter de Heilige Geest - gelegen achter de evangelisch-lutherse kerk aan de Langestraat. Hier stond de kapel van het Geestgasthuis. - Achter de Kamp - in 1624 al genoemd, straat loopt parallel aan de Kamp. Wijk: Binnenstad - Achter het Oude Stadhuis - het tweede middeleeuwse stadhuis van Amersfoort, gelegen aan de Hof (Vijverzijde). Afgebroken in 1823-1824. - Achter het Oude Weeshuis - tot 1611 was het weeshuis gevestigd aan ‘t Zand. Daarna overgebracht naar klooster Mariënhof. Wijk: Binnenstad - Achter Sint Annahof - achter de zestiende-eeuwse Sint-Annakapel en de Sint Annamolen. Wijk: Binnenstad - Ad Arnhemse Poortwal - in 1914 zo genoemd, daarvoor Arnhemse Poortwal genoemd; Wijk: Binnenstad - Afrikaring - werelddeel Afrika - Agaatvlinder - agaatvlinder - Aidastraat - opera Aïda van de Italiaanse componist Giuseppe Verdi - Albatrosstraat - vogelsoort albatros - Alberikpad - Alberik of Alberich, de dwergenkoning uit het Nibelungenlied en uit Der Ring des Nibelungen van componist Richard Wagner - Albert Cuijpstraat - schilder Albert Cuyp - Albert Hahnstraat - Albert Hahn, socialistisch karikaturist en tekenaar. Wijk: Vermeerkwartier - Albert Magnusstraat - Albertus Magnus, (± 1190-1280) Duits dominicaan; - Albert Neuhuijsstraat - Albert Neuhuijs, schilder van de Larense School, aquarellist, etser en lithograaf. - Albert Schweitzersingel - Albert Schweitzer - Aldegondestraat - gasthuis Aldegonde werd in 1890 opgericht door Mr. Hendrik Johan Herman Baron Van Boetzelaar van Oosterhout en Jonkvrouw M.L. de Beaufort. Wijk: Vermeerkwartier - Aletta Jacobslaan - Aletta Jacobs - Algolweg - programmeertaal - Almeerderhout - stadsbos Almeerderhout bij Almere. Wijk: Kattenbroek - Alpensalamander - alpenlandsalamander - Alphons Diepenbrockstraat - Alphons Diepenbrock, componist, essayist en classicus; Wijk: Randenbroek - Amaniet - paddenstoelsoort amaniet. Wijk: Kattenbroek - Ambachtlaan - Straat in Hoogland - Ambonstraat - Ambon eiland in Indonesië - Ameliapolder - Ameliapolder ten noordoosten van IJzendijke in Zeeuwsch-Vlaanderen. Wijk: Vathorst; | - Amelisweerd - landgoed Amelisweerd in de gemeente Bunnik. De bouwer van het kasteel was Amelis uten Weerde. Wijk: Schothorst - Amerikaring - continent Amerika. Wijk: Kattenbroek; - Amersfoortsestraat - vanuit Hoevelaken naar Amersfoort. Wijk: Vathorst - Ampèrestraat - André-Marie Ampère, 1775-1836, Frans wis- en natuurkundige. Wijk: Leusderkwartier; - Amstelstraat - rivier de Amstel bij Amsterdam - Amsterdamseweg - richting Amsterdam - Amundsenstraat - poolreiziger Roald Amundsen - Anemoonstraat - plantensoort anemoon - Angelinapolder - vernoemd naar de Angelinapolder polder ten zuiden van Biervliet - Anjerplein - plantensoort anjer - Anjerstraat - plantensoort anjer - Anna Boelensgaarde - appelsoort Anna Boelens, - Anna Paulownalaan - Anna Paulowna, echtgenote van koning Willem II; - Anthon van der Horstpad - Anthon van der Horst, Nederlands organist, dirigent en componist. Wijk: Randenbroek. - Anthonie van Dijckstraat - Anthonie van Dijck (Antwerpen, 22 maart 1599 – Londen, 9 december 1641) was een Vlaamse barokschilder uit de Antwerpse School. - Anton Mauvestraat - schilder Anton Mauve - Apollo - rakettensoort Apollo. Wijk: Calderveen. - Apollovlinder - Apollovlinder - Appelmarkt - groente- en fruitmarkt. Vroegere naam: Ganzenmarkt. Wijk: Binnenstad - Appelweg - aan de route naar de Betuwe waarlangs vroeger groente en fruit uit die streek werd aangevoerd. Sloot vroeger aan op de Appelweg in Leusden. Na het bouwen van de Juliana van Stolbergkazerne aan de Leusderweg werd de weg in de volksmond wel Appèlweg genoemd. Wijk: Bergkwartier. - Arabellapad - Arabella is een opera van Richard Strauss. Wijk: Schuilenburg. - Archimedesstraat - Archimedes - Arendonk - Belgische plaats Arendonk. Wijk: Kattenbroek. - Arendshorst - nest van een arend. Wijk: Liendert. - Argonweg - scheikundig element argon - Argusvlinder - vlindersoort argusvlinder - Ariane - rakettensoort Ariane - Ariaplein - zangstuk aria - Ariaweg - zangstuk aria - Aristotelesstraat - Aristoteles - Arnhemsestraat - richting Arnhem - Arnhemseweg - richting Arnhem - Arubalaan - eiland Aruba - Assoer - stad in Assyrië en residentie van Assyrische koningen. Wijk: Kattenbroek. - Asterstraat - plantennaam aster - Atlas - eerste Amerikaanse intercontinentale raket met kernlading. Wijk: Calveen. - Atlasvlinder - atlasvlinder - Aucubastraat - Aziatische plant uit de Kornoeljesfamilie. Wijk: Soesterkwartier. - Augustinuserf - Aurelius Augustinus, bisschop van Hippo in Noord-Afrika. Wijk: Zielhorst. - Australiëring - werelddeel Australië. Wijk: Kattenbroek. - Avalonpad - Avalon, magisch eiland in de middeleeuwse Arthurromans. Wijk: Schothorst. - Avontuur - vreemd of bijzonder lotgeval. Wijk: Kattenbroek. - Aziering - werelddeel Azië. Wijk: Kattenbroek. |

## B
| - Baak van Breskens - baak (ook baken ) is een merkteken of herkenningsteken voor het bepalen van de koers van een schip. Plaats Breskens. Wijk: Vathorst - Baak van Brielle - baak (ook baken ) is een merkteken of herkenningsteken voor het bepalen van de koers van een schip. Plaats Brielle. Wijk: Vathorst - Baak van Brouwershaven - baak (ook baken ) is een merkteken of herkenningsteken voor het bepalen van de koers van een schip. Plaats Brouwershaven. Wijk: Vathorst - Baak van Bruinisse - baak (ook baken ) is een merkteken of herkenningsteken voor het bepalen van de koers van een schip. Plaats Bruinisse. Wijk: Vathorst - Baak van Cadzand - baak (ook baken ) is een merkteken of herkenningsteken voor het bepalen van de koers van een schip. Plaats Cadzand. Wijk: Vathorst - Baak van Callantsoog - baak (ook baken ) is een merkteken of herkenningsteken voor het bepalen van de koers van een schip. Plaats: Callantsoog. Wijk: Vathorst - Baak van Camperduin - baak (ook baken ) is een merkteken of herkenningsteken voor het bepalen van de koers van een schip. Plaats Camperduin. Wijk: Vathorst - Baak van Domburg - baak (ook baken ) is een merkteken of herkenningsteken voor het bepalen van de koers van een schip. Plaats Domburg. Wijk: Vathorst - Baak van Egmond - baak (ook baken ) is een merkteken of herkenningsteken voor het bepalen van de koers van een schip. Plaats Egmond. Wijk: Vathorst - Baak van Goedereede - baak (ook baken ) is een merkteken of herkenningsteken voor het bepalen van de koers van een schip. Plaats Goedereede. Wijk: Vathorst - Baak van Hellevoetsluis - baak (ook baken ) is een merkteken of herkenningsteken voor het bepalen van de koers van een schip. Plaats Hellevoetsluis. Wijk: Vathorst - Baak van Katwijk - baak (ook baken ) is een merkteken of herkenningsteken voor het bepalen van de koers van een schip. Plaats Katwijk aan Zee. Wijk: Vathorst - Baak van Kortgene - baak (ook baken ) is een merkteken of herkenningsteken voor het bepalen van de koers van een schip. Plaats Kortgene. Wijk: Vathorst - Baak van Ouddorp - baak (ook baken ) is een merkteken of herkenningsteken voor het bepalen van de koers van een schip. Plaats Ouddorp. Wijk: Vathorst - Baak van Petten - baak (ook baken ) is een merkteken of herkenningsteken voor het bepalen van de koers van een schip. Plaats Petten. Wijk: Vathorst - Baak van Renesse - baak (ook baken ) is een merkteken of herkenningsteken voor het bepalen van de koers van een schip. Plaats Renesse. Wijk: Vathorst - Baak van Scharendijke - baak (ook baken ) is een merkteken of herkenningsteken voor het bepalen van de koers van een schip. Plaats Scharendijke. Wijk: Vathorst - Baak van Scheveningen - baak (ook baken ) is een merkteken of herkenningsteken voor het bepalen van de koers van een schip. Plaats Scheveningen. Wijk: Vathorst - Baak van Sint-Philipsland - baak (ook baken ) is een merkteken of herkenningsteken voor het bepalen van de koers van een schip. Plaats Sint-Philipsland. Wijk: Vathorst - Baak van Stavenisse - baak (ook baken ) is een merkteken of herkenningsteken voor het bepalen van de koers van een schip. Plaats Stavenisse. Wijk: Vathorst - Baak van Stellendam - baak (ook baken ) is een merkteken of herkenningsteken voor het bepalen van de koers van een schip. Plaats Stellendam. Wijk: Vathorst - Baak van Terneuzen - baak (ook baken ) is een merkteken of herkenningsteken voor het bepalen van de koers van een schip. Plaats Terneuzen. Wijk: Vathorst - Baak van Tholen - baak (ook baken) is een merkteken of herkenningsteken voor het bepalen van de koers van een schip. Eiland Tholen. Wijk: Vathorst - Baak van Vlissingen - baak (ook baken ) is een merkteken of herkenningsteken voor het bepalen van de koers van een schip. Plaats Vlissingen. Wijk: Vathorst - Baak van Wemeldinge - baak (ook baken ) is een merkteken of herkenningsteken voor het bepalen van de koers van een schip. Plaats Wemeldinge. Wijk: Vathorst - Baak van Wijk aan Zee - baak (ook baken ) is een merkteken of herkenningsteken voor het bepalen van de koers van een schip. Plaats Wijk aan Zee. Wijk: Vathorst - Baak van Yerseke - baak (ook baken ) is een merkteken of herkenningsteken voor het bepalen van de koers van een schip. Plaats Yerseke. Wijk: Vathorst - Baak van Zandvoort - baak (ook baken ) is een merkteken of herkenningsteken voor het bepalen van de koers van een schip. Plaats Zandvoort. Wijk: Vathorst - Baak van Zierikzee - baak (ook baken ) is een merkteken of herkenningsteken voor het bepalen van de koers van een schip. Plaats Zierikzee. Wijk: Vathorst - Baander - De baander, bander of bansdeur is een grote schuurdeur. Deze en de omliggende straten dragen namen die verband houden met het agrarische leven. Wijk: Kattenbroek - Babylon - Babylom of Babel, hoofdstad van Babylonië, was een der grootste en prachtigste steden der Oudheid; Wijk: Kattenbroek - Bachweg - Johann Sebastian Bach, componist - Badelochstraat - Vrouw van Gijsbrecht van Aemstel. Vooruitlopend op de annexatie van de toen nog Hooglandse omgeving werd hier een straat gepland die op 26 oktober 1971 de naam Maagdenstraat kreeg. In 1979, bij de formele vaststelling, koos de gemeenteraad echter voor Badelochstraat. Wijk: Schothorst. - Bakboord - scheepsterm bakboord, vanuit de roerganger links. - Bakemastraat - Jacob Berend Bakema (1914-1981), Nederlands architect en stedenbouwkundige. Specialiseerde zich op het ontwerpen van steden en wijken. Wijk: Zielhorst - Balans - Balans, weeginstrument waarbij het gewicht wordt bepaald door het vinden van het evenwicht. In dit deel van de wijk hebben de straten namen van zaken die betrekking hebben op de handel. Wijk: Kattenbroek - Balatonmeer - - Balboastraat - Vasco Nuñez de Balboa (1475-1517), Spaans veroveraar en ontdekkingsreiziger. Wijk: Kruiskamp. - Balgzand - Balgzand, droogvallend gebied in de Waddenzee tussen Den Helder en het voormalige eiland Wieringen. Wijk: Kattenbroek. - Balistraat - Indonesische eiland Bali - Balladelaan - ballade - Banckertstraat - Adriaan Banckert (1616-1684), Zeeuws vlootvoogd; nam in 1628 onder Piet Hein als luitenant-generaal deel aan het buitmaken van de zilvervloot. - Banjostraat - snaarinstrument banjo. In de wijk Zielhorst. - Bankastraat - Banka, Indonesisch eiland voor de zuidoostkust van Sumatra. Wijk: Bergkwartier. - Bantpolder - Bantpolder, bij Oostmahorn aan het Lauwersmeer. Wijk: Vathorst - Barbarakruid - barbarakruid - Barchman Wuytierslaan - Barchman Wuytiers - Barneveldseweg - richting Barneveld - Barnsteenslak - slakkensoort barnsteenslak - Baron van Heemstraplein - Theodore Willem Lodewijk Baron van Heemstra. Gefusilleerd verzetsstrijder, ontving het Verzetskruis. Wijk: Rustenburg. - Bastion - verdedigingswerk bastion - Bataafse Bellefleur - oud appelras. Wijk: Nieuwland - Batostraat - Baeto oft Oorsprong der Hollanderen, is een treurspel van Pieter Corneliszoon Hooft. Wijk: Schothorst - Beatrijspad - Beatrijs is de hoofdpersoon uit de middeleeuwse Marialegende Beatrijs. Wijk: Schothorst - Bedekte Weg - weg waarlangs militaire troepen onopvallend konden worden verplaatst. Wijk: Kattenbroek. ‘onzichtbare weg’ waarlangs de troepen konden worden verplaatst. - Beekeerdpad - Beekeerdgronden zijn zand-eerdgronden die meestal voorkomen in beekdalen - Beekhuizerzand - Beekhuizerzand is een stuifzandgebied ten zuidoosten van Harderwijk. Wijk: Kattenbroek - Beemster - polder in Noord-Holland Beemster - Beereveld - Beereveld of Beerevelt was een buitenhuis bij Loenen aan de Vecht. Hier woonde de 18e-eeuwse Utrechtse tekenaar Serrurier. Wijk: Schothorst - Beestenmarkt - Toen de Varkensmarkt en de Kamp te klein werden, werd een nieuwe markt gestart op een gedeelte van het Sint-Janskerkhof. Wijk: Binnenstad - Beethovenweg - componist Ludwig van Beethoven - Beetslaan - schrijver Nicolaas Beets - Begoniastraat - plantensoort begonia - Behrenserf - Peter Behrens, Duits architect - Beijerinck - Stoom-, later elektrisch gemaal uit 1869 te Capelle aan den IJssel, genoemd naar waterbouwkundige ingenieur Jan Anne Beijerinck. Wijk: Vathorst - Bekensteinselaan - Het huis Bekenstein werd in 1930 afgebroken. Wijk: Vermeerkwartier. - Belijnhof - Belijn was een priester-ram uit het Middelnederlandse dierenepos Van den Vos Reynaerde. Wijk: Schothorst - Bellefleurgaarde - appelsoort bellefeur. - Benoordenhout - boscomplex Benoordenhout in Den Haag. Wijk: Kattenbroek - Bergenboulevard - Straten in de buurt hebben 'berg'namen. Wijk: Vathorst. - Bergsteijnhof - Nicolaas Hermanus Bergsteijn, was lid van de verzetsgroep-Dobbe. Wijk: Rustenburg. - Bergstraat - langs de voet van de Amersfoortse Berg. Wijk: Zonnehof. - Beringstraat - Beringstraat - Berkelstraat - Berkel, Duitse rivier die bij Zutphen uitmondt in de IJssel. Wijk: Soesterkwartier. - Berkenweg - boomsoort berk - Bernard de Roijstraat - Bernard de Roij (1682-1747) ontwerper Grebbelinie - Berlagestraat - architect Hen(d)rik Petrus Berlage - Berliozpad - Franse componist en dirigent Louis Hector Berlioz. Wijk: Randenbroek. - Berninistraat - Italiaans bouwmeester, beeldhouwer en schilder Gian Lorenzo Bernini. Wijk: Zielhorst - Bernulfusstraat - Heilig verklaarde bisschop Bernulfus of Bernold van Utrecht. De benedictijner monniken van het klooster Hohorst op de Heiligenberg verhuisden na zijn regeerperiode naar de St.-Paulusabdij te Utrecht. Wijk: Vermeerkwartier. - Bethel - Evangelisatielokaal Bethel aan de Veenweg 9. Wijk: Hooglanderveen. - Bethunepolder - Bethunepolder ten noorden van Maarssen. Wijk: Vathorst. - Beukstraat - boomsoort beuk - Bever - bever, knaagdier - Beverweerd - kasteel Beverweerd - Bevrijdingsweg - Bevrijding van de Duitse bezetting in Nederland in 1945. Wijk: Rustenburg. | - Bezuidenhout - boscomplex Bezuidenhout ten zuiden van Den Haag. Wijk: Kattenbroek. - Bieshaarlaan - boerderij Bieshaar. Wijk: Hoogland. - Biesvaren - plantensoort - biesvaren - Bik - buurt De Bik aan de Coelhorsterweg. Wijk: Hoogland. - Bijleveld - landhuis Bijleveld aan de Vecht in Maarssen. Genoemd naar pastoor Bijleveld Wijk: Schothorst. - Bilderdijklaan - schrijver Willem Bilderdijk - Billitonstraat - Indonesisch eiland Billiton. Wijk: Bergkwartier. - Billy Holidaystraat - Billy Holiday. Wijk: Schothorst. - Bilzekruid - plantensoort Bilzekruid - Binckesstraat - vlootvoogd Jacob Binckes. Wijk: Kruiskamp. - Binnen de Veste - deel dat nog binnen de stadsmuren (veste) ligt. Wijk: Binnenstad. - Binnenhof - binnenhof, deel van een kasteel. Wijk: Bergkwartier - Birkt - vroeger buurtschap tussen Amersfoort en Soest - Bisschopsweg - weg van de bisschop van Utrecht. Wijk: Vermeerkwartier - Bitterkruid - plantensoort bitterkruid - Bizetstraat - Franse componist Alexandre César Léopold Georges Bizet, 1838-1875 - Blaasjeskruid - plantensoort blaasjeskruid - Bladweg - deel van een plant. Wijk: Koppel. - Blancefloerstraat - figuur uit de Oudfranse liefdesroman Floire et Blancheflor. Wijk: Schothorst - Blankvoorn - zoetwatervis blankvoorn - Blauwe Laken - het Blauwe Laken was een huis in de Langestraat, tussen de Scherbierstraat en Kortegracht. Wijk: Nieuwland - Bleijendaal - buitenplaats Bleijendaal aan de Vecht bij Maarssen (Maarsseveen). Wijk: Schothorst - Blekerssingel - langs de plek waar de was lag te bleken. Wijk: Randenbroek - Blikkenburg - ridderhofstad Blikkenburg zuidoost van slot Zeist. Wijk: Schothorst - Bloeidaalpad - boerderij Bloeidaal met tabaksschuur, aan de Hogeweg bij dit fietspad. Wijk: Stoutenburg-Noord - Bloemendalse Binnenpoort - middeleeuws gerecht Bloemenda(e)l, dat in handen was van de familie Van Zuylen van Nijvelt. De poort heette in 1431 nog Havickerpoort. Wijk: Binnenstad - Bloemendalse Buitenkade - middeleeuws gerecht Bloemenda(e)l. Wijk: Binnenstad - Bloemendalsestraat - middeleeuws gerecht Bloemenda(e)l. Wijk: Binnenstad. - Bloemweg - vroegere kwekerij. Wijk: Zonnehof - Bloesempad - bloemen aan een boom. Wijk: Koppel. - Blokzijlpark - plaatsnaam Blokzijl - Bodenmeer - Bodenmeer in Duitsland/Zwitserland - Boeg - deel van een schip - Boekendaal - landhuis Boekendaal aan de Vecht in Maarssen (Maarsseveen). Vanaf 1659 droeg het de naam Spruytenburg en Leeuwenburg. Wijk: Schothorst - Boekweitkamp - graansoort boekweit - Boelenhoefseweg - Boelenhoef, boerderij van de maalschap (markegenootschap) van Hoogland. Tot in 1967 deel van de Coelhorsterweg. Wijk: Hoogland. - Boelestein - ridderhofstad Bo(e)lenstein in Maarssen. Wijk: Schothorst. - Boerderijenboulevard - Veel straten in de wijk hebben een boerderijnaam. Wijk: Hooglanderveen - Boeroestraat - eiland Boeroe (Buru) in Indonesië, Wijk: Bergkwartier. - Boerspad -verzetsman Christianus Franciscus Johannes Boers, 1889-1942, officier van de Koninklijke Landmacht. Wijk: Rustenburg. - Bohèmepad - opera La Bohème van Giacomo Puccini, Wijk: Rustenburg - Bohortplaats - ridder Bohort van koning Arthurs’ Ronde tafel. - Boldershof - het Boldershofje aan de Boldersstraat dat in 1970 werd gesloopt. Wijk: Binnenstad - Boldersstraat - Bolder kan verwijzen naar 'heuvel' óf naar een bolder om schepen aan vast te legen. Wijk: Binnenstad. - Bollebruggang - vorm van deze brug in de binnenstad - Bolwerk - vestingwerk Bolwerk - Bombardonstraat - muziekinstrument bombardon - Boogschutter - sterrenbeeld Boogschutter. Wijk: Koppel - Boogschuttersplein - sterrenbeeld Boogschutter. Wijk: Koppel - Boomrijk - vroegere buitenplaats in Breukelen. Wijk: Schothorst - Boreelstraat - Willem François Boreel, 1775-1851, was een Nederlands militair; oprichter van het Regiment Huzaren van Boreel. Wijk: Randenbroek. - Borgerlaan - Elias Annes Borger, 1784-1820, Nederlandse dichter, theoloog en classicus; Wijk: Bergkwartier. - Borgesiuslaan - Hendrik Goeman Borgesius - Borneoplein - eiland Borneo - Bosappelgaarde - appelras bosappel, ook (Van den) Boschappel. Gaarde betekent: omsloten stuk land met beplanting. Wijk: Nieuwland - Bosbouwweg - Wijk: Koppel. - Bosch Kemperlaan - Christina de Bosch Kemper opende in haar woonhuis een internaat waar meisjes kosteloos werden opgeleid tot onderwijzeres of huishoudelijke hulp. Wijk: Bergkwartier - Boskamp - - Bosserdijk - ook Bosterdijk, naar een vroegere boerderij. Wijk: Hoogland. - Bosweg - thema van de wijk: viervoetige bosbewoners - Boterberg - Ongeveer 80 meter hoge 'berg' tussen Ubbergen en Berg en Dal. Wijk: Vathorst. - Bovenkerkerpolder - polder ten zuiden van Amstelveen. Wijk: Vathorst. - Bovenkruier - molentype bovenkruier - Bovist - paddenstoelsoort bovist - Boy Edgarstraat - muzikant Boy Edgar - Brabantse Bellefleur - appelras - Brabantsestraat - - Brahmsstraat - Johannes Brahms een Duitse componist, dirigent en pianist - Braillestraat - bedenker van het brailleschrift - Bramantestraat - Italiaanse bouwmeester Donato Bramante Wijk: Zielhorst - Van Brammenstraat - Dolf van Brammen, personage uit de Camera Obscura van Hildebrand. Wijk: Zielhorst - Brand - zeventiende-eeuwse boerderij De Grote Brand (afgebroken in 1826). - Brasem - vissoort brasem - Brechtje Spiegelerf - Brechtje Spieghels was de beminde van Pieter Corneliszoon Hooft. Wijk: Schothorst. - Brederolaan - dichter Gerbrand Adriaensz. Bredero. Wijk: Bergkwartier. - Bredesteeg - breder dan de naastgelegen Spieringsteeg. Wijk: Binnenstad - Breeland - voormalige boerderij Breeland, gesloopt voor de aanleg van de wijk Bieshaar. Wijk: Hoogland - Breelandhof - - Breestraat - breder dan de straten binnen de stadsmuren. - Breitnerstraat - schilder George Hendrik Breitner - Brenninkmeijerlaan - Stephan Joseph Brenninkmeijer, 1875-1930, r.k. priester, eerste pastoor St. Josephparochie in Hooglanderveen - Brilkruid - plantensoort brilkruid - Brilsalamander - brilsalamander - Brink - brink, was vroeger gemeenschappelijk beheerd terrein. - Brinkenpad - pad door het weiland De Brinken. - Broek - moerassig deel van de Heideweg - Bronkpad - verzetsman en fabrikant Arris Bronk, 1889-1945 - Broodheuvel - boerderij Grote Broodheuvel aan de Veenweg 25. Stond op de dekzandrug Broetheuvel. - Brouwersstraat - weg naar de voormalige Phoenix Brouwerij Amersfoort. Wijk: Zonnehof - Brouwerstunnel - afgeleide van Brouwersstraat - Brucknerstraat - Oostenrijks componist (Josef) Anton Bruckner. Wijk: Randenbroek - Bruggensingel-Noord - 'brug-woningen’, gebouwd over een singel. - Bruggensingel-Zuid - 'brug-woningen’, gebouwd over een singel. - Bruispad - Mr. Hendrik Johannes Bruis is een personage uit de Camera Obscura van Hildebrand - Brunhildeplein - personage uit het Nibelungenlied - Bruunplein - Bruun de beer uit het dierenepos Van den Vos Reynaerde. - Buinerveen - Buinerveen onder Borger-Odoorn. Wijk: Vathorst - Buitenveldseweg - Het Buitenveld (eerder: Uitveld) was een heidegebied bij buurtschap De Hoef; Wijk: Hooglanderveen. - Buma - politicus Age Buma, medeoprichter van de Zuiderzeevereniging - Bundersberg - Bundersberg van 140 meter bij Cadier en Keer - Bunnikpad - Jacobus Petrus Bunnik (1898) verzet; oorlogsslachtoffer - Burgemeester de Widtstraat - Amersfoortse burgemeester Johan de Widt (1908-1971) - Burgemeester de Wijserf - Bartholomeus Bernardinus de Wijs, burgemeester en ontvanger van Hoogland - Burgemeester Smittweg - Andreas Smitt, burgemeester van Hoogland Duist, de Haar en Zevenhuizen. - Burgerbuurt - Wijk: Vemeerkwartier - Burgzatenstraat - koorzang uit de Gijsbrecht van Aemstel van Joost van den Vondel. - Buurtsdijk - In de buurt van de dijk (Veenweg) - Buurtweg - liep vroeger tot de Leusderweg. Wijk: Leusderkwartier - Buys Ballotstraat - natuurkundige Buys Ballot - Byzantium - het rijk Byzantium. Wijk: Kattenbroek |

## C
| - Cabotstraat - Giovanni Cabot, Italiaans zeevaarder. Wijk: Kruiskamp. - Cabralstraat - Pedro Álvares Cabral, ca.1460-1525, Portugees zeevaarder. Wijk: Kruiskamp. - Callenburgstraat - Gerard Callenburgh, Nederlands vlootvoogd. - Calveenseweg - boerderij Groot Calveen en het gebied Calveen. Wijk: Vathorst. - Calvijnpad - Johannes Calvijn, kerkhervormer - Calvijnpad - kerkhervomer Johannes Calvijn - Camera Obscurastraat - boek Camera Obscura van Hildebrand. Wijk: Schothorst - Van Campenstraat - Jacob van Campen, Nederlands schilder en bouwmeester. - Cantharel - paddenstoelensoort cantharel - Caraïben - Caraïben, eilandengroep - Carmenplein - opera Carmen - Carmenstraat - opera Carmen - Carolinaberg - 50 meter hoge heuvel ten westen van Dieren - Cartesiusstraat - René Descartes, Frans mathematicus en filosoof, - Carthago - verwoeste stad Carthago in Afrika. Wijk: Kattenbroek - Cartierstraat - Jacques Cartier, Frans zeevaarder. - Caspar van Wittelplantsoen - Caspar van Wittel (Vanvitelli), geboren in Amersfoort. Wijk: Soesterkwartier. - Castellum - Latijnse woord voor kasteel - Cathalijnepolder - Cathalijnepolder in Zeeuws-Vlaanderen - Catharina van Rennespad - Catharina van Rennes, Nederlands componiste - Cavaleriestraat - cavalerie - Celebesstraat - eiland Celebes - Cellostraat - muziekinstrument cello - Celsiusstraat - Celsius, natuurkundige - Celzusterenstraat - Celzusters of Alexiuszusters met een klooster op de plek van het latere klooster Mariënhof in Amersfoort. - Ceramstraat - Ceram, een Indonesisch eiland in de provincie Molukken. - Charlie Parkerstraat - muzikant Charlie Parker - Charlotte de Bourbonlaan - Charlotte de Bourbon - Chirurgijnsgilde - chirurgijn, middeleeuws dokter - Charlie Christianstraat - Charlie Christian, jazzmuzikant. - Chopinstraat - componist Frédéric Chopin, Pools componist - Christoffelkruid - plantensoort christoffelkruid - Chromiumweg - scheikundig element chromium - Chrysantstraat - plantensoort chrysant - Citerpad - muziekinstrument citer | - Citroenvlinder - citroenvlinder - Clarapolder - Clarapolder in Zeeuws-Vlaanderen - Clusius-Serre - Carolus Clusius, gelatiniseerde naam van Charles de l'Écluse, Nederlands humanist en botanicus. - Cobolweg - afkorting van Common Business Oriented Language, een programmeertaal - Cock Blomhoffpad - Jan Cock Blomhoff, hoofd van de Nederlandse handelsnederzetting Decima bij Nagasaki in Japan. Liet in 1844 het huis Birkhoven bouwen. - Coelhorsterappelgaarde - appelras gekweekt bij huis Coelhorst in Hoogland - Coelhorsterlaan - huis Coelhorst onder Hoogland - Coelhorsterweg - huis Coelhorst. ook De Bik en de Boelenhoefseweg waren onderdeel van de Coelhorsterweg - Columbusweg - Christoffel Columbus, ontdekkingsreiziger - Compagnieberg - Compagnieberg, heuvel in Nationaal Park De Hoge Veluwe. - Computerweg - computer - Componistenpad - componist - Comomeer - Comomeer in Italië. - Confuciuskade - Confusius was een denker en sociaal filosoof uit het oude China - Coninckstraat - Dirk die Coninck, kreeg in 1394 het gebied de Teut in leen kreeg van de bisschop van Utrecht - Contrabaserf - muziekinstrument contrabas - Coornhertlaan - humanist Dirck Volkertsz. Coornhert - Copernicusstraat - Nicolaas Copernicus, wetenschapper - Cornelis Dopperstraat - Cornelis Dopper, Nederlands componist - Cornelis Drebbelstraat - Cornelis Drebbel, uitvinder van de eerste onderzeeboot - Cornelis Sminklaan - Cees Smink landbouwer en gemeenteraadslid van Hoogland - Cornelis van Zwollaan - Cees van Zwol, gemeenteraadslid van Amersfoort - Cort van der Lindenlaan - Cort van der Linden - Coulissen - toneelschermen - Count Basiestraat - zangeres Count Basie - Crocusstraat - plantensoort krokus - Crijnssenstraat - Abraham Crijnssen, commandeur bij de admiraliteit van Zeeland - Cromwijk - buitenplaats Cromwijk buitenplaats in Maarssen - Cuijkstraat - - Curaçaolaan - eiland Curaçao - Curiestraat - natuurkundigen Pierre Curie en Marie Curie - Cycladen - Cycladen, Griekse eilandengroep |

## D
| - Daam Fockemalaan - Daam Fockema - Da Costaplein - Isaäc da Costa - Van Daalpad - Arnoldus van Daal, verzetsman - Dahliastraat - plantensoort dahlia - Dalkruid - plantensoort dalkruid - Daltonstraat - John Dalton, Brits fysicus en chemicus. Wijk: Leusderkwartier - Damespolder - Damespolder op Zuid-Beveland - Damiëtplein - middeleeuws toneelstuk Esmoreit - Danzigweg - havenstad Gdansk in Polen - Darwinpad - Charles Darwin, Britse bioloog - Darthuizerberg - 46 meter hoge Darthuizerberg bij Leersum - Dassenberg - Dassenberg, heuvel van 98 meter op de Veluwe - Davisstraat - John Davis Engelse zeevaarder en ontdekkingsreiziger - De Baander - baander, een grote schuurdeur in een boerderij - De Balken - balken als onderdelen van een boerderij - De Bekroning - mooie afloop - De Belschuur - - De Beurs - handelsgebouw - De Boeg - schipsonderdeel - De Bonte Koe - oude huisnaam (Kamp 74) - De Bosch Kemperlaan - Christina de Bosch Kemper, stichtster meisjesinternaat - De Brand - zeventiende-eeuwse boerderij De Grote Brand (afgebroken in 1826). - Decor - achtergrond op het toneel - De Dobbe - water dat overblijft na turfwinning - De Drie Kazen - vroegere huisnaam (Langestraat 111) - De Dubbele Sleutel - oude huisnaam aan de Langestraat 42 - De Fantasie - verbeelding - De Ganskuijl - naam van een stuk land - De Gekroonde El - oude huisnaam aan de Kamp 9 - De Genestetlaan - Petrus Augustus de Genestet, schrijver - De Gildenplaats - gilde - De Gouden Ploeg - vroegere herberg Kamp 79 - De Graafdreef - Jakob de Graaf, verzetsman - De Helling - aflopend stuk grond - De Herfstdraad - zwevende draad van spinnetjes - De Heuvel - hoogte die boven de omgeving uitsteekt - De Hilder - zoldering boven een stal - De Hoevens - - De Hoopstraat - wasserij De Hoop op het vroegere Blekerseiland - De Horizon - gezichtseinder - De Houtmanstraat - Cornelis de Houtman, ontdekkingsreiziger - De Kajuit - schippersruimte op een schip - De Kazematten - kazemat - De Keut - verdwenen boerderij aan de Van Tuyllstraat - De Keyserstraat - Pieter Dirkz. (de) Keyser, sterrenkundige - De Koog - De Koog - De Kooi - vroegere eendenkooi in deze omgeving - De Koop - Straat in Hoogland - De Kragge - een rand van modder om een stuk land. - De Kreek - geul in getijdengebied - De Krim - oude veldnaam bij Hooglanderveen - De Laatste Stuiver - een herberg in de Slijkstraat, de huidige Arnhemsestraat, - De Lagune - door een rif bijna afgesloten deel van een zee - De Laning - bodemplanken in slaapplaatsen, losse plankenvloer. - De Leerbrief - soort diploma voor een gezel - De Legakker - stuk grond om turf op te drogen - De Makelaar - top van de kap van een huis - De Marke - gemeenschappelijke gronden - De Meente - ook meent, gemeenschappelijke grond - De Meesterproef - bewijs van vakmanschap - De Mui - Haaks op het strand lopende geul in zee. Bij laagwater loopt het zwin, een meertje tussen de bank en het strand, leeg via een mui. - De Nieuwe Engel - huis aan de Langstraat - De Ontdekking - - De Ontmoeting - - De Oude Grutmolen - pand aan het Havik, op de hoek met de Vijver - De Oude Munt - huis aan de Valkestraat waar mogelijk munten werden geslagen - De Oudenhage - De Haghe, strekte zich uit van de binnenste stadsmuur van Amersfoort tot aan de Gasthuislaan - De Panne - komvormige laagte in de duinen - De Rode Leeuw - vroeger logement aan de Varkensmarkt - De Ruyterstraat - Michiel de Ruyter - De Savornin Lohmanlaan - Alexander Frederik de Savornin Lohman, minister en kamerlid van de AR - De Schans - verdedigingswerk aan de Eem - De Schutspatroon - beschermheilige - De Slieten - rechte, gladgemaakte boomstammen die in oude boerderijen boven de deel lagen - De Slufter - De Slufter op Texel - De Spieker - graanopslagplaats - De Staetekamer - pronkkamer van een boerderij - De Stelp - boerderijtype - De Steven - deel van een schip - De Stinse - stins, een versterkt Fries adellijk huis - De Strang - dode rivierarm - De Stuwdam - waterkering stuwdam - De Tabaksschuur - er werd tabak gekweekt in de omgeving van Amersfoort - De Terugblik - - De Velduil - - De Vendelier - vaandeldrager bij een gilde - De Vergulde Paarden - huis aan de Krommestraat - De Vergulde Pauw - woonhuis aan de Langestraat naast de Nieuwe Engel - De Vergulde Valk - pand aan de Valkstraat - De Vergulde Wagen - vroeger De Pellicaan, logement aan de Utrechtsestraat | - De Verwondering - - De Vlijtstraat - - De Voeting - - De Vrije Vriend - - De Waag - waaggebouw - De Weergang - - De Wingerd - - De Witte Zwaan - - De Wittlaan - gebroeders De Witt - De Zwarte Ruiter - huis De Swarte Ruyter aan de Lieve Vrouwestraat - Deelerwoud - natuurgebied bij Deelen op de Veluwe - Dekzandpad - dekzand - Delilaplein - Samson et Dalila (opera), muziekwijk Schuilenburg - Delilastraat - Samson et Dalila (opera), muziekwijk Schuilenburg - Delta - delta, rivierdelta - Den Wijnbergh - boerderij en heuvel Den Wijnberg - Denstraat - boomsoort den, een geslacht van coniferen (naaldbomen) - Diamantweg - edelsteen diamant - Didopad - Dido, personage in ‘Eneide’ van Heinrich van Veldeke - Diederikhof - Diederik (Dietrich) von Bern, hoofdpersoon in het Nibelungenlied - Diemenpad - Antonio van Diemen, gouverneur-generaal voor de VOC - Dierenriem - dierenriem - Diezestraat - Dieze, een rivier in 's-Hertogenbosch; - Digitaalpad - computerterm - Dijkhuizenstraat - Matthijs Dijkhuizen, melkverkoper en verzetsman - Dillenburglaan - Slot Dillenburg, een slot in de Duitse deelstaat Hessen - Dillewijndreef - Emma van Dillewijn, verzetsvrouw, - Dintelstraat - Dintel - Diogenesstraat - Diogenes van Babylon, een Grieks stoïcijns filosoof uit de 2e eeuw v.Chr. - Dirk Loogenstraat - Dirk Loogen, 1684-1767, bekleedde 1708-1760 bestuursfuncties in Amersfoort, afwisselend als burgemeester, schepen en weesmeester - Dirk Pompstraat - Dirck Gerritszoon Pomp, bijgenaamd Dirck China (Enkhuizen, 1544 - vermoedelijk ter zee, 1608), was een Nederlands zeevaarder en ontdekkingsreiziger. - Dirk van Weelaan - - Disketteweg - diskette - Displayweg - display, beeldscherm - Disselplein - dissel als verbindingsstuk tussen paard en wagen - Django Reinhardtstraat - Django Reinhardt - Doctor Nolenslaan - Wilhelmus Hubertus (Wiel) Nolens 1860 - 1931 een Nederlands rooms-katholiek priester, politicus en Minister van Staat - Dodoens-Serre- Rembert Dodoensbeter bekend onder zijn gelatiniseerde naam Rembertus Dodonaeus (1518 – 1585) plantkundige en arts uit de Zuidelijke Nederlanden. - Dollardstraat - waternaam Dollard in Groningen - Dombosch - het Utrechtse Domkapittel - Dominee Rijperstraat - verzetsman, Wegens hulp aan onderduikers en het in huis verbergen van wapens op 16 november 1944 gearresteerd en op 28 november 1944 op de Leusderheide – nabij Kamp Amersfoort – gefusilleerd. - Dommelstraat - Dommel, een waterloop in België en Nederland - Domstraat - vroeger Domsteeg. Mogelijke relatie met het Utrechtse Domkapittel - Domstraat West - - Dongestraat - Donge, Brabantse rivier - Donizettipad - Gaetano Domenico Maria Donizetti, Italiaans componist - Donjon - donjon, voorloper van een kasteel - Donsvlinder - vlindersoort donsvlinder - Doorninkstraat - Gerrit Jan Doornink, bouwkundige verzetsman - Dopheide - plantensoort dopheide - Dorresteinsesteeg - naar hoeve Dorrestein - Dorresteinseweg - naar hoeve Dorrestein - Dorserspad - graan dorsen - Dorus Rijkersstraat - Dorus Rijkers was een van de bekendste redders van schipbreukelingen uit de Nederlandse geschiedenis. - Dr Abraham Kuijperlaan - Abraham Kuijper - Dr Jan Pieter Heijelaan - Jan Pieter Heije, Nederlands arts die vooral bekend is geworden om zijn inzet voor dichtkunst en muziek. - Drakestein - kasteel Drakesteyn - Drapiersgilde - een drapier is een wolwever - Dreef - lange weg met bomen - Drentse Bellefleur - appelsoort - Drentsestraat - provincie Drenthe - Dreyershofje - tabakshandelaren Turbanus Emanuel en Maurits Dreyer - Drieberg - Drieberg - Driehoven - Driehoven, huis bij Loenen aan de Vecht. Wijk Schothorst. - Drie Kazen - - Drie Morgen - - Drieringensteeg - bierbrouwerij De Drie Ringen - Driftakkerweg - toegangsweg naar boerderij de Driftakker - Droevendalsesteeg - Droevendaal, oude boerderij nabij Coelhorst, Hoogland - Drontermeer - Drontermeer, water bij Flevoland - Drouwenerveen - Drouwenerveen - Dubbele Bellefleur - appelsoort - Dudokstraat - architect Evert Dudok - Duifkruid - plantensoort duifkruid - Duifpolder - Duifpolder in Zuid-Holland - Duikererf - Jan Duiker, Nederlands architect - Duin - duin - Duisterweg - buurtschap Duyst aan de Laak tussen Amersfoort en Bunschoten - Duitse Mark - muntsoort Duitse mark - Duivensteeg - duiventil bij het huis Schothorst - Duizendguldenkruid - plantensoort duizendguldenkruid - Duke Ellingtonpad - muzikant Duke Ellington - Dupontplein - Pieter Dupont, schilder en graficus. - Durendaalhof - Durendal, zwaard van Roeland uit de Karelromans. - Durgerdamhaven - Durgerdam, havenplaats aan de Zuiderzee - Dwarsfluitpad - muziekinstrument dwarsfluit - Dynamo - dynamo |

## E
| - Earl Hinesstraat - Kenneth Hines, jazzmusicus - Edelingenstraat - koorzang in de Gijsbrecht van Amstel - Edisonstraat - Thomas Edison, Amerikaans uitvinder - Eekhoornpad - eekhoorn - Eelerberg - Eelerberg van 35 meter hoog bij Hellendoorn - Eemlaan - rivier de Eem - Eemplein - plein aan de Eem - Eemzijde - rivier de Eem - Eendenkroos - waterplant eendenkroos - Eendrachtspolder - Eendrachtspolder - Eesterenstraat - Cornelis van Eesteren, stedenbouwkundige. Wijk: Zielhorst. - Efeze - Efeze oude stad - Effenlaan - Justus van Effen, Nederlands letterkundige - Egeïsche Zee - Egeïsche Zee - Egelpad - egel. Wijk: Kattenbroek - Eggerspad - iemand die met de eg werkt. EWijk: Koppel - Egidiushof - middeleeuws Egidiuslied. Wijk: Schothorst - Eikebladvlinder - eikenbladvlinder, vlindersoort - Eikekamp - boomsoort eik - Eikstraat - boomsoort eik - Eilandspolder - Eilandspolder - Eindstraat - - Eindweg - naar het eind van de gemeente, richting Nijkerk - Einsteinstraat - Albert Einstein, geleerde - Eksterstraat - vogelsoort ekster - Elburgstraat - richting Elburg, havenstadje aan de Zuiderzee - Elegaststraat - Karel en de Elegast - Elfenbankje - paddenstoelensoort elfenbankje - Elgarstraat - Edward Elgar, Brits componist - Elisabeth Postlaan - Elisabeth Post, Nederlandse dichteres - Eline Verestraat - Eline Vere | - Elkerlijkpad - Elckerlijc, middeleeuws verhaal - Elly Takmastraat - hoofdpersoon in Van oude mensen, de dingen die voorbij gaan - Elsenburg - Elsenburg, buitenhuis in Maarssen - Elsstraat - boomsoort els uit het plantengeslacht Alnus. Wijk: Soesterkwartier. - Emelaarseweg - hoeve Emelaer bij Stoutenburg. - Emiclaerhof - maalschap van Wede en Emiclaer. Tevens het gerecht Emiclaer. - Emiclaerseweg - maalschap van Wede en Emiclaer. Tevens het gerecht Emiclaer. Wijk: Kattenbroek. - Emmalaan - koningin Emma - Emminkhuizerberg - Emminkhuizerberg - Energieweg - energie - Engweg - eng, een benaming voor een verhoogde akker - Enk - ander woord voor eng - Enkeerdpad - enkeerdgrond, zandlaag van meer dan een halve meter dikte - Enkhuizenstraat - Enkhuizen, havenstad aan de Zuiderzee - Erasmusstraat - Desiderius Erasmus - Erekhof - Erec is de hoofdpersoon uit de eerste Arthurroman Erec et Enide van Chrétien de Troyes - Ermerveen - Ermerveen bij Emmen - Eschberg - Eschberg, 220 meter hoge heuvel bij Vaals - Esdoornlaan - boomsoort esdoorn - Esdoornstraat - boomsoort esdoorn - Eskadronplein - eskadron - Esmoreitplein - Esmoreit - Euroweg - munteenheid € - Euterpeplein - Euterpe, Griekse muze van de muziek - Eva Bonheurstraat - Eva Bonheur, toneelstuk van Herman Heijermans. Wijk: Schothorst - Evenaar - evenaar - Everard Meysterweg - Everard Meyster, Amersfoortse landjonker. Wijk: Leusderkwartier - Evertsenstraat - Johan Evertsen, Nederlands admiraal in de Tachtigjarige Oorlog en de Eerste en Tweede Engels-Nederlandse Oorlog Wijk: Kruiskamp |

## F
| - Fabelhof - fabel - Fagotpad - blaasinstrument fagot - Fahrenheitstraat - natuurkundige Fahrenheit - Falstaffhof - Falstaff, opera van Giuseppe Verdi - Fantasie - verbeeldingskracht - Fats Wallerstraat - Fats Waller, jazzmusicus - Faustpad - Faust, opera van Gounog - Fazantenstraat - vogelsoort fazant - Feithlaan - Rhijnvis Feith, burgemeester en dichter - Ferguutplaats - Ferguut, persoon uit de Arthurromans - Fideliohof - - Fideliostraat - - Figaropad - Le nozze di Figaro, opera van Mozart - Finse Mark - muntsoort Finse mark - Firapeelstraat - luiaard in het boek Van den vos Reynaerde, Wijk: Schothorst - Flamingostraat - vogelsoort flamingo's - Flemingstraat - Alexander Fleming - Flericpad - Fleric, broer van Widukind - Flevostraat - Flevoland - Flierbeeksingel - Flierbeek ofwel Barneveldse Beek die uitmondt in de Eem - Flintplein - flint is een natuursteen. Bij cultureel centrum De Flint - Flintsteeg - flint is een natuursteen | - Florence Nightingalelaan - Florence Nightingale - Florentijnplein - Florentijn is een personage uit Gloriant - Florestanhof - Florestan uit de opera Fidelio - Florestanstraat - Florestan uit de opera Fidelio - Florisplein - Floris ende Blancefloer - Floventhof - Flovent, persoon uit een Frans chanson - Fluitekamp - Fluitenkamp in Hoogland. - Fluorweg - element fluor, scheikundig element - Fonteinkruid - plantensoort fonteinkruid - Forel - vissoort forel - Fortranweg - Samentrekking van FORmula TRANslator, programmeertaal - Fortuyn - boerderij Fortuin op de Bik; Wijk: Hoogland. - Franklinstraat - Benjamin Franklin, Amerikaans staatsman - Franse bellefleur - appelras Franse bellefleur - Franse frank - muntsoort Franse frank - Frans Halsstraat - schilder Frans Hals - Frederik van Blankenheimstraat - Frederik van Blankenheim, bisschop van Utrecht - Friesestraat - provincie Friesland - Fromberg - Fromberg - Fuchsiastraat - plantensoort fuchsia - Fürglerplein - Ignaz Karl Fürgler, Oostenrijks deserteur - Fuutstraat - watervogel fuut |

## G
| - Gaardendreef - gaarde als omsloten stuk land en dreef als betekenis van 'laan'. Wijk: Nieuwland - Gaastgracht - Gaast, vroeger havenstadje aan de Zuiderzee in Friesland. Wijk: Vathorst - Gabriëlstraat - Paul Joseph Constantin Gabriël, Nederlands schilder. Wijk: Vermeerkwartier - Gageldonk - Gageldonk, gehucht in Noord-Brabant. Wijk: Kattenbroek - Gagelgat - vroegere boerderij een de Veenweg, genoemd naar de plantennaam wilde gagel. Wijk: Hooglanderveen - Galaädplein - Galaäd, graalridder van Koning Arthur. Wijk: Schothorst - Galenstraat - Johan van Galen, vlootvoogd. Wijk Kruiskamp. - Galjoenweg - scheepstype galjoen - Galoppeerbaan - vroegere cavalleriekazerne Willem III op deze plaats. Wijk Randenbroek. - Galvanistraat - Luigi Galvani, Italiaans geleerde. Wijk Leusderkwartier - Gandhilaan - Mahatma Gandhi, Indiaas politicus. Wijk Bosgebied. - Ganeloenhof - figuur uit het Roelandslied. Wijk Schothorst. - Gangboord - deel van een schip. - Ganskuijl - stuk land, nu Corderius College. Wijk Vermeerkwartier. - Ganzenstraat - vogelsoort ganzen. Wijk Liendert. - Gardameer - Gardameer in Italië - Garietstraat - figuur uit de Arthurromans. Wijk Schothorst. - Garvenpad - garf is een andere naam voor schoof. Wijk Kattenbroek. - Gaslaan - naar de gasfabriek in de omgeving. Wijk Isselt. - Gasthuislaan - op het gebied van het Sint Pietersgasthuis. Wijk Vermeerkwartier - Gaudistraat - Antoni Gaudi, Catalaans architect - Gavel - een gavel is een hooivork. Wijk Hooglanderveen. - Gaweinplaats - Gawein als ridder van de Ronde Tafel - Geallieerdenstraat - geallieerde strijdkrachten. Wijk Rustenburg. - Geelgorsstraat - vogelsoort geelgors - Geerestein - ridderhofstad Geerestein in Woudenberg - Geernoutstraat - figuur uit een Karelroman. Wijk Schothorst. - Geesbergen - huis Geesbergen in Maarssen - Geheugen - computergeheugen - Geintunnel - leengoed Gein dat bij hoeve Emiclaer hoorde. - Gekroonde El - huis De Brabantse El ofwel Gekroonde El op de hoek met de Grote Sint Jansstraat. - Geldersestraat - provincie Gelderland - Gele Lis - plantensoort gele lis - Gele Plomp - plantensoort gele plomp - Gele Zee - Gele Zee - Gemini - Geminiprogramma, een Amerikaans ruimtevaartprogramma - Genemuidengracht - Genemuiden - Generator - generator - Genestetlaan - Petrus Augustus de Génestet, predikant - Gerard Boedijnerf - Gerard Boedijn, componist. Wijk Randenbroek. - Gerard Doustraat - schilder Gerard Dou - Gerard Schimmellaan - Gerard Schimmel - Gerard van Velsenpad - Gerard van Velsen, samenzwwerder tegen Floris V - Gerrit de Veerstraat - Gerrit de Veer - Gerrit van Stellingwerfstraat - Gerrit van Stellingwerf - Gerrit van Eykenerf - Gerrit van Eyken, componist uit Amersfoort. - Gerrit Witsehof - Gerrit Witse - Gerstekamp - graansoort gerst - Gesloten Stad - 'binnen de veilige stad' - Geulhemmerberg - Geulhemmerberg - Geulstraat - Geul, een rivier in België en Nederlands-Limburg - Geuzenvesperpad - hekeldicht van Joost van den Vondel - Ghentstraat - Willem Joseph van Ghent, Nederlands vlootvoogd. Wijk Kruiskamp - Gildenplaats - gilde - Gitaarerf - muziekinstrument gitaar - Glashof - Jan Roelof van der Glas, componist - Glaskruid - plantennaam glaskruid - Glazenierstraat - beroep glazenier - Glenn Millerstraat - muzikant Glenn Miller - Gloriantstraat - personage uit toneelstuk Gloriant - Glorie van Hollandgaarde - appelras Glorie van Holland - Godivastraat - Lady Godiva, vrouw van graaf Leofric van Lester - Goedroenstraat - Goedroen, personage uit een Duits heldenepos - Gooimeer - Gooimeer - Gouden Ploeg - Gouden Ploeg - Goudenregenstraat - plantennaam goudenregen - Goudestein - Goudestein | - Goudoeverstraat - Erasmus van Goudoever, burgemeester van Amersfoort - Goudreinetgaarde - appelras goudreinet - Goudsberg - Goudsberg (Lunteren), een heuvel ten noordoosten van Lunteren in de Nederlandse provincie Gelderland - Goudsbloemstraat - plantensoort goudsbloem, (Calendula) - Gounodstraat - Charles-François Gounod, Frans componist - Gouwestraat - Gouwe, gekanaliseerde rivier in de provincie Zuid-Holland bij Gouda - Govert Flinckstraat - Govert Flinck - Graaf Adolflaan - Adolf van Nassau, broer Willem van Oranje - Graaf Engelbertpad - Engelbrecht I van Nassau-Siegen. Wijk Bergkwartier - Graaf Geraldlaan - Gerald Adhémar, graaf van het Zuid-Franse Orange - Graaf Hendriklaan - Hendrik van Nassau. - Graaf Janlaan - Jan VI van Nassau-Dillenburg tweede zoon van Willem de Rijke en Juliana van Stolberg. Hij was een jongere broer van Willem van Oranje. - Graaf Lodewijklaan - Lodewijk van Nassau - Graaf Renatushof - René van Nassau - Graaf Willemlaan - Willem I van Nassau-Dillenburg (1487-1559), graaf van Nassau-Dillenburg - Graafdreef - Jakob de Graaf en Klaas de Graaf, verzetslieden - Graalpad - graal, beker bij het Laatste Avondmaal - Granpré Molièrestraat - Marius Jan Granpré Molière, Nederlands architect - Grashuiserf - Jan Grashuis, veearts en statenlid. Wijk Hoogland - Gravesandestraat - Willem Jacob 's Gravesande, Nederlands wis- en natuurkundige - Graveurstraat - beroep graveur - Gravin van Burenlaan - Anna van Egmond, gravin van Buren. Wijk Bergkwartier. - Grebbestraat - Grebbe historisch kanaal en voorloper van het Valleikanaal in de Gelderse Vallei. - Greep - riek met korte steel - Grenspolder - Grenspolder - Grevelingenmeer - Grevelingenmeer - Griegstraat - componist Edvard Grieg - Griekse Drachme - Griekse drachme, muntsoort - Griendweg - Griend, een begroeide zandplaat in het Nederlandse deel van de Waddenzee - Griendwerkerstraat - beplanter van uiterwaarden - Grimbeertstraat - das uit Van den vos Reynaerde. - Griseldishof - figuur uit Die historie vander goede vrouwen Griseldis - Groen van Prinstererlaan - Guillaume Groen van Prinsterer, grondlegger van Anti-Revolutionaire Partij - Groene Schaap - Het Groene Schaap, huis aan de Krankeledenstraat. Wijk Nieuwland - Groenesteeg - langs de steeg liep een weg met veel bomen. Wijk Rustenburg - Groeneveld - weg die het groengebied omsluit. Wijk Koppel. - Groenlandzee - Groenlandzee - Groenmarkt - verkoop groenten en kruiden. Wijk Binnenstad. - Groninger Kroongaarde - appelras Groninger Kroon - Groningerstraat - provincie Groningen - Groote Kreek - water in Zeeland - Grootevheenerf - Wulfert Johannes van de Grootevheen, voorzitter waterschap 't Hogeland. Wijk Hoogland. - Groot Heestpad - Gerard Catharinus van Grootheest, verzetsman - Groot Houteveen - Groot Houteveen, boerderij aan de Van Tuijlstraat. Wijk Hooglanderveen. - Grote Beer - sterrenbeeld Grote beer (Ursa Major) - Grote Haag - De Haghe, omheind gebied van de heer van Randenbroek. - Grote Koppel - een koppel betekent gemeenschappelijke weide. - Grote Poelslak - grote poelslak - Grote Sint Jansstraat - nabijgelegen Sint Jansconvent - Grote Spui - sluis en kanaal - Gruttostraat - weidevogel grutto - Guddepad - Wim Gudde, directeur van de Coöperatieve Zuivelfabriek Hoogland - Gunterstein - kasteel Gunterstein bij Breukelen - Guntherstraat - personage Gunter uit het Nibelungenlied. Wijk Schothorst. |

## H
| - Haagplein - samentrekking van 'Grote Haag' en 'plein'. Wijk Binnenstad. - Haagse Hofje - aan de Grote Haag stond sinds 1770 bij de stadswal een huis met de naam Haagse Hofje - Haarlemmermeerpolder - Haarlemmermeerpolder - Haarlerberg - Haarlerberg, heuvel van 71 meter bij Nijverdal - Haartje - voormalige boerderij. Haar in de betekenis van 'hooggelegen heide'. Wijk Calveen. - Haasdonk - Haasdonk, Belgische gemeente. - Haf - haf - Hagenhof - Hagen als hoofdpersoon uit het Nibelungenlied - Hallehuis - boerderijtype hallehuis. Wijk Kattenbroek. - Halve Maantje - café Halve Maantje aan de Arnhemseweg bij de Lorentzstraat. - Hamburgweg - Hamburg, Duitse havenstad - Hamseweg - buurtschap De Ham. Wijk Hoogland. - Hanzeboulevard - Hanzeverbond - Hanzetunnel - Hanzeverbond - Hardenbroek - Kasteel Hardenbroek - Harderwijkkade - havenstad Harderwijk - Hardwareweg - computerhardware - Harlingenstraat - havenstad Harlingen - Harpstraat - tokkelinstrument harp (tokkelinstrument) - Harskamperzand - natuurgebied bij Harskamp. Wijk Kattenbroek. - Hartenpad - vervolg op straatnaam Hof der Liefde. Wijk Kattenbroek. - Haussmannstraat - Georges-Eugène Haussmann, Frans bestuurder - Havenweg - naar de overslaghaven aan de Eem - Haverkamp - graansoort haver - Havik - roofvogel havik - Havikshorst - nest van de havik - Haydnstraat - componist Joseph Haydn - Hebriden - eilandengroep Hebriden - Heegermeer - Heegermeer in Friesland - Heelkruid - plantennaam heelkruid - Heemserveen - Heemserveen bij Hardenberg - Heemskinderenstraat - De Vier Heemskinderen - Heer Halewijnpad - ballade Het lied van heer Halewijn. - Heetkamp - boerderijnaam. Heet betekent 'heide' - Heidevlinder - vlindersoort heidevlinder - Heiligenbergerweg - Heiligenberg bij Leusden - Heimans-Serre - Eli Heimans, Nederlands bioloog. Wijk Kattenbroek. - Heinsiuslaan - Anthonie Heinsius, staatsman - Heksenkruid - plantennaam heksenkruid (geslacht), (Circaea), een plantengeslacht uit de teunisbloemfamilie - Helen Kellerlaan - Helen Keller - Heliumweg - edelgas helium - Hellestraat - straat met een lichte helling. - Helling - Wijk Kattenbroek. - Helmkruid - plantennaam helmkruid - Hendrick de Keyserlaan - Hendrick de Keyser - Hendrik van den Heuvellaan - Hendrik van den Heuvel , landbouwer te Hooglanderveen, lid van de gemeenteraad van Hoogland - Hendrik van Viandenstraat - Hendrik van Vianden, bisschop van Utrecht - Henegouwsestraat - Henegouwen - Henricapolder - Henricapolder ten zuiden van Heijningen in West Brabant - Henriëtte Bosmansplein - Henriëtte Bosmans - Henry Dunantstraat - Henry Dunant - Henry van de Veldestraat - Henry van de Velde - Herderinnenpad - zang uit het herdersspel Granida van Pieter Corneliszoon Hooft. Wijk Schothorst. - Herenstraat - vergadering van de Staten van Utrecht in een kamer van het Sint Barbaaraklooster - Herfstdraad - zweefdraad van spinnen - Herikerberg - Herikerberg van 47 meter bij Markelo - Hermelijnpad - diersoort hermelijn, een klein zoogdier uit de familie der marterachtigen - Hermelijnvlinder - hermelijnvlinder - Hertenstraat - diersoort hert - Hertzhof - Heinrich Hertz, Duits fysicus - Het Avontuur - avontuur - het Binnenhof - Binnenhof (Den Haag) - Het Blauwe Laken - huis aan de Langestraat, tussen Scherbierstraat en Kortegracht - Het Broek - broek - Het Duin - duin - Het Geheugen - geheugen - Het Groene Schaap - huis in de Krankeledenstraat, nabij Lieve Vrouwekerkhof - Het Haagse Hofje - huis aan de Grote Haag - Het Haf - haf - Het Hallehuis - hallenhuisboerderij - Het Halve Maantje - café aan de Arnhemseweg, bij de Lorentzstraat - Het Hofslot - boerderij met binnenplaats - Het Klinket - klinket - Het Kompas - kompas - Het Labyrinth - labyrint - Het Langhuis - langhuis - Het Masker - masker - Het Moer - moeras - Het Mysterie - mysterie - Het Puntboek - boek waarin de punten (regels, reglementen, verordeningen) van de gilden werden opgetekend | - Het Rode Hert - logement op de hoek van de Varkensmarkt en de Westsingel - Het Ruim - deel van een schip - Het Sleutelstuk - sleutelstuk - Het Spant - deel van een schip - Het Ulebord - uilenbord op daken van boerderijen - Het Veld - veldnaam bij Hooglanderveen - Het Ven - ven als heidemeertje - Het Vooronder - deel van een schip - Het Vooruitzicht - verlangen of vooruitzien naar weggaan of thuiskomen - Het Want - scheepsgetouw - Het Wolfseind - zijvlak van een wolfsdak - Het Zwarte Paard - café aan de Kamp nr. 47 - Het Zwin - zwin - Heuvel - heuvel - Hiep - P-vormig hakbijltje. Wijk Hooglanderveen - Hildebrandstraat - schrijver Hildebrand, schuilnaam van Nicolaas Beets - Hilder - deel van de boerderij, zolder van losse planken - Hindeloopenkade - Hindeloopen, plaats in Friesland - Hinderstein - Hinderstein, ridderhofstad bij Langbroek - Hobbemastraat - schilder Meindert Hobbema - Hobostraat - blaasinstrument hobo - Hoefseweg - boerderij De Hoef. Vroeger Postlopersteeg. - Hoefsmiderf - oud beroep hoefsmid - Hoekveen - vroegere boerderij in buitengebied Hooglanderveen, nu Vathorst. - Hoenderberg - Hoenderberg, heuvel bij Nijmegen - Hof - bisschoppelijke hof ter plaatse van de Sint-Joriskerk - Hof der Gedachten - metafoor naar het thema Reizen en Thuiskomen in de wijk Kattenbroek - Hof der Herinnering - metafoor naar het thema Reizen en Thuiskomen in de wijk Kattenbroek* Hof der Kolommen - metafoor naar het thema Reizen en Thuiskomen in de wijk Kattenbroek - Hof der Liefde - metafoor naar het thema Reizen en Thuiskomen in de wijk Kattenbroek - Hof der Reflectie - metafoor naar het thema Reizen en Thuiskomen in de wijk Kattenbroek - Hof der Toekomst - metafoor naar het thema Reizen en Thuiskomen in de wijk Kattenbroek - Hoflandstraat - Gijsbertus Hofland, instrumentmaker en verzetsman - Hofslot - boerderij met binnenplaats - Hoge Boog - onderdeel van de wijk Nieuwland - Hoge Geeren - hooggelegen puntvormig stuk land - Hoge Kleiweg - landgoed op een hooggelegen leemlaag - Hoge Maten - hooggelegen hooilanden - Hogendorplaan - Gijsbert Karel van Hogendorp, Nederlands staatsman - Hogesteeg - naar boerderij de Hooge Steeg bij de Laak - Hogeweg - weg op hoge gronden in de wijk Kruiskamp - Holkerweg - richting Holkerveen - Hollandsestraat - Holland - Holleweg - hol gelegen weg in Hooglanderveen - Holterberg - heuvel Holterberg bij Holten - Homerusstraat - Homerus Griekse dichter en zanger - Hommelpad - Hommels, insecten van het geslacht Bombus of Psithyrus - Hoog en Wellerlaan - vroegere boerderij Hoog en Wel - Hoogerhorsterweg - naar boerderij Hoogerhorst aan de Eem - Hooglandsedijk - langs de Grebbelinie richting Hoogland (Nederland) - Hooglandsepoort - poort in de stadsmuur richting Hoogland (Nederland) - Hooglandseweg-Noord - de Hooglandseweg wordt onderbroken door een spoorweg - Hooglandseweg-Zuid - de Hooglandseweg wordt onderbroken door een spoorweg - Hooglied - Bijbelboek Hooglied - Hooidonk - Hooidonk - Hooierspad - waarlangs de hooi werd binnengehaald - Hoolesteeg - oude naam van de Schothorsterlaan - Hoopstraat - vroegere wasserij op het Blekerseiland - Hoornplantsoen - Hoorn (Noord-Holland), havenplaats aan de Zuiderzee - Horizon - gezichtseinder tussen hemel en aarde - Hortensiahof - een plantengeslacht hortensia (geslacht) - Hortus - hortus - Houtenlaan - Samuel van Houten, Nederlands staatsman; - Houtmanstraat - Cornelis de Houtman, zeevaardder - Houtsnijderspad - ambacht houtsnijder - Hoveniersweg - beroep hovenier - Hudsonstraat - Hudson (rivier), een rivier in de Amerikaanse staat New York - Hugo de Grootlaan - Hugo de Groot (rechtsgeleerde) - Hugo de Vries-Serre - Hugo de Vries, Nederlands plantkundige - Huijgenslaan - Christiaan Huygens - Huisjesslak - huisjesslak - Huiszoonstraat - Cornelis Huiszoon, verzetsman. Wijk Rustenburg - Huizenkade - Huizen, plaats aan de Zuiderzee - Hulshorsterzand - Hulshorsterzand - Hulststraat - plantensoort hulst (plant) - Hunzestraat - Hunze (rivier) rivier in Groningen en Drenthe - Huzarenstraat - Huzaren waren gehuisvest in de vroegere Willem III-kazerne. Wijk Randenbroek. - Hyacinthstraat - plantensoort Hyacinthus (geslacht) |

## I
| - I. K. Brunelerf - Isambard Kingdom Brunel, Engels architect - Ibisstraat - Ibissen en lepelaars, een familie van vogels uit de vogelorde ooievaarachtigen, - Iepenlaan - boomsoort iep - Iepstraat - boomsoort iep - Ierse Pond - muntsoort Ierse pond - Ierse Zee - Ierse Zee - IJmeer - IJmeer bij Amsterdam - IJsselstraat - rivier de IJssel - IJsvogelpad - vogelsoort ijsvogel - Illegaliteitsweg - verzet in de Tweede Wereldoorlog - Imbros - Imbros, Turks eiland in de Egeïsche Zee - Imkerplantsoen - Imker, straat in Hoogland - Ingrid Mariegaarde - appelras - Inktbes - hulstachtige plantensoort inktbes. - Inputplein - Input, wat ingevoerd wordt bij computers | - Ionische zee - Ionische Zee - Irisstraat - iris (plant) (Lis), een geslacht van planten uit de lissenfamilie - Isegrimplein - Isegrim, de wolf uit Van den vos Reynaerde. Wijk Schothorst - Iseomeer - Iseomeer in Noord-Italië. Wijk Vathorst - Iskanderpad - Iskander, roman van Louis Couperus. Wijk Schothorst. - Isoldepad - Tristan und Isolde, opera van Richard Wagner. Wijk Schuilenburg. - Isoldeplaats - Tristan und Isolde, opera van Richard Wagner. Wijk Schuilenburg. - Isolotto - Italiaans woord voor 'klein eiland'. Architect Van de Seyp had een groepje woningen binnen het Bastion, dat op een eiland had moeten staan - Isseltseveld - gebied dat bij het huis Isselt hoorde. Wijk Soesterkwartier. - Italinaanse lire - muntsoort Italiaanse lire - Isseltseweg - het huis Isselt. Wijk Soesterkwartier. - Iweinhof - Iwein is een ridder van de Ronde Tafel van koning Arthur. Wijk Schothorst. |

## J
| - J. J. P. Oudpad - Jacobus Johannes Pieter Oud, Nederlands architect - Jac. P. Thijsse-Serre - Jacobus Pieter Thijsse, Nederlands bioloog en onderwijzer. - Jachthoornpad - muziekinstrument jachthoorn - Jachtpad - vaartuig - Jacob Catslaan - Jacob Cats (dichter), (1577-1660), Nederlands dichter en jurist - Jacob Marisstraat - schilder Jacob Maris - Jacob Niewegpad - Jacob Nieweg, Amersfoorter schilder en oprichter van de Amersfoortse Kunstkring - Jacob Obrechtstraat - Jacob Obrecht, Nederlands componist - James Cookstraat - James Cook, ontdekkingsreiziger - James Grievegaarde - appelras James Grieve - Jan Koklaan - Johannes Hermanus Kok, behartiger boerenbelangen en raadslid van Hoogland. - Jan Mayenstraat - Jan Jacobz May, Nederlands zeeman en ontdekker van het Jan Mayeneiland - Jan Pieter Sweelinckstraat - Jan Pieterszoon Sweelinck, Nederlands componist; - Jan Steenstraat - schilder Jan Steen - Jan Tooropstraat - schilder Jan Toorop - Jan van der Heijdenstraat - Jan van der Heijden, schilder en technicus. - Jan van Riebeekpad - Jan van Riebeek, commandant in dienst van de Vereenigde Oostindische Compagnie.. - Jasappelpad - appelras Jasappel - Jasmijnstraat - plantengeslacht jasminium - Javastraat - Java, het bevolkingsrijkste eiland van Indonesië - Jazzpad jazzmuziek | - Jeneverbes - plantensoort jeneverbes - Jerolimodreef - personage in de Spaanse Brabander van Bredero - Joannes Tolliusstraat - Joannes Tollius, componist - Joannes van Dieststraat - Johannes van Diest, componist uit Amersfoort - Jofferenpad - zang door de hofdames in een pastoraal spel van Pieter Cornelisz. Hooft. - Johan Karmanhof - Johan Karman, schepen en schout van Amersfoort - Johan van Oldenbarneveltlaan - Johan van Oldenbarnevelt - Johan Wagenaarstraat - componist Johan Wagenaar - Johanna Westerdijk-Serre - Johanna Westerdijk - Johannes Bosboomstraat - Johannes Bosboom, Nederlands schilder - Johanneshoeve - boerderij aan de Veenweg. - Johannes Maria Goeslaan - Johannes Maria Goes, pastoor H. Geestparochie, en de St. Josephparochie in Hooglanderveen - Johannes van Rossumlaan - Johannes van Rossum, pastoor in Hooglanderveen - Jonathangaarde - appelras Jonathan - Jonkmandreef - Gerrit Jonkman, verzetsman - Jonkvrouw Foeytweg - Maria Elisabeth Agnes Foeyt, vrouwe van Emiclaer. Ze bezat veel grond in Hoogland. - Jordanus Hoornstraat - Jordanus Hoorn, Amersfoortse stadstekenmeester - Jozef Israëlsstraat - schilder Jozef Israëls - Juliana van Stolberglaan - Juliana van Stolberg - Juliëttestraat - uit de opera Roméo et Juliette van Charles-François Gounod. - Juttepeergaarde - perenras juttepeer |

## K
| - K P C de Bazelstraat - K.P.C. de Bazel (1869-1923), Nederlands architect en 'sierkunstenaar'. Vestigde in 1895 een eigen atelier voor bouw- en sierkunst te Amsterdam en was docent aan de Rijksschool voor Kunstnijverheid en aan de Quellinusschool te Haarlem. Wijk: Zielhorst - Kaasjeskruid - plantensoort kaasjeskruid - Kabeyer - gronden behorende bij de arbeiderswoning Kabof in Hoogland - Kabof - arbeiderswoning aan de Bunschoterweg in Hoogland - Kajuit - deel van een schip - Kaliumweg - kalium, scheikundig element - Kalkoenstraat - vogelsoort kalkoen - Kalmoes - plantensoort kalmoes - Kameelvlinder - kameelvlinder - Kamerdalseberg - Heuvel van 66 meter hoog tussen Velp en Rheden. Naam was oorspronkelijk Kapellenberg. Die naam leek te veel op Kapelweg. Wijk: Vathorst - Kamerlingh Onnesstraat - Heike Kamerlingh Onnes (1853-1926), Leids fysicus en Nobelprijswinnaar - Kamillestraat - plantensoort kamille - Kamp - een kamp is een omheind (weide)gebied, oorspronkelijk buiten de eerste stadsmuur gelegen. Wijk Binnenstad. - Kamperbinnenpoort - stadspoort, ook wel Viepoort genoemd. Wijk Binnenstad. - Kamsalamander - kamsalamander - Kanteklaarpad - zou eigenlijk Canteclear moeten zijn: de haan uit het dierenepos Van den vos Reynaerde (± 1275) Wijk: Schothorst - Kantklosserpad - kantklossen - Kapelweg - tot 1923 onderdeel van de Appelweg. - Kappeyne van de Coppellolaan - Joannes Kappeyne van de Coppello, 1822-1895, Nederlands jurist en politicus - Karnak - Karnak (Egypte), een tempelcomplex en dorp bij Luxor in Boven-Egypte, op de plaats van de oude hoofdstad van Egypte, Thebe. Wijk:Kattenbroek - Karnebeeklaan - Abraham Pieter Cornelis van Karnebeek, staatsman - Karper - vissoort karper - Karrespoor - vroeger onderdeel van de Heideweg - Kaspische Zee - Kaspische Zee - Kastanjelaan - boomsoort kastanje - Kastanjestraat - boomsoort kastanje - Kasteel - kasteel, middeleeuws bouwwerk - Kattenbroekerpoort - in- en uitgang in de ommuring van een stad vanuit de wijk Nieuwland naar de wijk Kattenbroek. Wijk: Nieuwland - Kattenbroekerweg - in- en uitgang in de ommuring van een stad vanuit de wijk Nieuwland naar de wijk Kattenbroek. Wijk: Nieuwland - Katwoudestraat - Katwoude was een havenstadje aan de vroegere Zuiderzee, in de provincie Noord-Holland. Wijk: Vathorst - Kazematten - verdedigingswerk kazemat - Keerkring - keerkring op de wereldkaart - Kees Bakelserf - Kees Bakel is de hoofdpersoon uit de roman Kees de Jongen van Theo Thijssen. Wijk: Schothorst - Keesomstraat - Wilhelmus Hendrikus Keesom (1876-1956), Nederlands natuurkundige. Van oorsprong was deze straat onderdeel van de Buurtweg. Wijk: Leusderkwartier - Keetje de Rieterf - personage uit de Camera Obscura van Nicolaas Beets - Keggeplein - familie Kegge uit de Camera Obscura van Nicolaas Beets - Keienberg - Keienberg - Kelkweg - buitenste kroonbladen van een bloem - Kelvinstraat - Thomas Kelvin, Brits wis- en natuurkundige - Kemphaanpad - vogelsoort kemphaan - Kepplerstraat - Johannes Keppler - Kerkgang - steeg naar de Elleboogkerk - Kerklaan - naar de Sint Martinuskerk in de wijk Hoogland - Kerkpad - naar de St-Josephkerk in Hooglanderveen. - Kerkstraat - naar de Sint Joriskerk - Kersenbaan - de naastgelegen spoorlijn naar de Betuwe werd het Kersenlijntje genoemd. Wijk Zonnehof. - Ketellapperpad - - Ketelmeer - Ketelmeer bij Zwolle - Keucheniuslaan - Levinus Wilhelmus Christiaan Keuchenius (1822-1893), Nederlands politicus; Wijk: Bergkwartier - Keulemangaarde - Keulemangaarde is een oud appelras. Wijk: Nieuwland - Keyserstraat - Pieter Keyser, Nederlandse zeevaarder die in 1596 voor het eerst een aantal sterrenbeelden van de zuidelijke sterrenhemel in kaart bracht - Kiekberg - Kiekberg, een heuvel van 75 meter ten oosten van de Mookerheide. De Kiekberg was vroeger onderdeel van de Hogesteeg. Wijk: Vathorst - Kielweg - Kiel (Duitsland), havenstad aan de Oostzee - Kielzog - schuimspoor achter een schip - Kiepennest - woning aan de Veenweg 3 werd ook wel Kippennest genoemd - Kievitspad - weidevogel kievit - Kikkerbeet - waterplant kikkerbeet - Klaartje Donzepad - Klaartje Donze, personage uit het boek Gerrit Witse in de Camera Obscura van Hildebrand. Wijk: Schothorst - Klapmuts - plantensoort klapmuts - Klarinetpad - muziekinstrument klarinet - Klarissenstraat - koorzang uit de Gijsbrecht van Amstel - Kleefkruid- plantensoort kleefkruid - Klein Houteveen - Klein Houteveen was een boerderij aan de Van Tuijllstraat. Wijk Hooglanderveen - Klein Klaasjestraat - Klein Klaasje is de dwerg uit het verhaal de Familie Stastok, in de Camera Obscura van Hildebrand. Wijk: Schothorst - Klein Kroos - waterplant klein kroos - Kleine Beer - sterrenbeeld Kleine Beer - Kleine Haag - De Haghe was een gebied van de heren Van Randenbroek - Kleine Koppel - Wijk: Isselt - Kleine Kreek - Kreek, waternaam in Zeeland - Kleine Kroos - - Kleine Sint Jansstraat - naar het bijgelegen Sint Jansconvent - Kleine Spui - een spui is een sluis - Kleipeergaarde - perensoort - Klifsberg - Klifsberg, een 83 meter hoge heuvel ten oosten van Vlodrop. Wijk: Vathorst | - Klimopstraat - plantensoort klimop - Klinket - klein deurtje in een grote schuurdeur van de boerderij - Kloosterlaan - naar zusterhuis met bejaardenpension en meisjesschool Leo’s Oord. - Kluutstraat - vogelsoort kluut - Knieptang - dialect voor nijptang - Knoopkruid - plantensoort knoopkruid - Knossos - Knossos, stad op Kreta - Knuppelweg - weg van naast elkaar gelegen boomstammen in veengebieden. Wijk Kattenbroek. - Koedijkerweg - het gebied Koedijk grensde aan het gebied Koegrave of -gracht - Koekoekstraat - vogelsoort koekoek - Koerierstersweg - koerier als boodschapper - Koerilen - eilandengroep Koerilen - Koers - beursprijs - Koesteeg - ter onderscheiding van de Koestraat - Koestraat - waarover koeien de stad werden binnengebracht - Koetsierpad - bestuurder van een koets - Kokjesbongerd - gronden van de hoeve Collant van Gijsbert Cocq - Kolhornkade - Kolhorn, vroegere Zuiderzeehaven - Kolibrievlinder - kolibrievlinder - Kolkmanstraat - Hendrik Kolkman, verzetsman. Wijk Rustenburg. - Kolkrijst - boerderij en landerijen De Kolkrijst. Hier werd in 1719 een gerechtshuis gebouwd. Nadien werd er een herberg gevestigd. - Kolonel H.L. van Royenweg - Hendrik Lodewijk van Royen, militair in Amersfoort en Soesterberg - Komhoeklaan - weg naar boerderij Schoonoord met een vroegere brandkom, een gegraven gat met bluswater voor de brandwacht. - Konijnpad - knaagdier konijn - Koning Arthurpad - Britse koning Arthur uit de Arthurromans - Koning Assentijnpad - personage uit de Middelnederlandse Roman van Walewijn. - Koning Etzelstraat - Etzel, koning van de Hunnen, komt voor in het Nibelungenlied. Wijk Schothorst. - Koning Karelpad - Karel de Grote, koning der Franken - Koning Nobelpad - Koning Nobel uit Van den vos Reynaerde. - Koningin Beatrixplantsoen - Beatrix der Nederlanden - Koningin Sophialaan - Sophia Frederica Mathilde, koningin der Nederlanden - Koningin Wilhelminalaan - Wilhelmina der Nederlanden, koningin der Nederlanden - Koningsbergenweg - Koningsbergen, tegenwoordig Kaliningrad , havenstad aan de Oostzee - Koningskinderenpad - uit de ballade Van twee conincks kinderen - Koog - De Koog ook Kaag: buitendijks liggend land - Koop - voormalige boerderij op de grens van Amersfoort en Hoogland - Koopmansbrug - bij buurt 't Sasje - Kootwijkerzand - Kootwijkerzand, deel van boswachterij Kootwijk - Kopermolenpad - bij de Kopermolenbrug over de Barneveldsebeek - Koperslagerlaan - ambacht koperslager - Kopersteeg - oude steeg naar hoeve Ten Koop - Kopervlinder- kopervlinder - Koppelweg - door gebied De Koppel - Koraalzee - Koraalzee - Korhoenstraat - vogelsoort korhoen - Kornwerderzand - Kornwerderzand - Korte Beekstraat - water van de tweede grachtengordel waar de beken op uit kwamen - Korte Bergstraat - naam ter onderscheiding van de Bergstraat - Kortegracht - gracht die de oudste bebouwing afsloot, kort t.o.v. de Langegracht - Korte landbouweg - in wijk De Koppel - Kortenaerstraat - Egbert Meussen Cortenaer, vlootvoogd/admiraal - Korvetweg - korvet - Kosmonaut - kosmonaut - Kraaiheide - plantesoort kraaiheide - Kraailand - naam van de een akker - Kraanvogelstraat - vogelsoort kraanvogel - Krabbenkreek - Kreek tussen Tholen en Sint-Philipsland (eiland) in Zeeland - Krabbescheer - zoetwaterplant krabbenscheer - Krachtwijkerweg - weg naar Krachtwijk aan de Eem. - Kragge - kraag van modder om een stuk land - Kramsvogelstraat - vogelsoort kramsvogel - Krankeledenstraat - verpleging door de Onze Lieve Vrouwekapel - Kransvederkruid - plantensoort kransvederkruid - Kreupelstraat - pestlijders uit Sint Jansklooster die door grote builen in hun liezen kreupel liepen. - Kriemhildeplein - personage uit het Nibelungenlied - Kroesstraat - Willem Christiaan Albertus Kroes, architect uit Amersfoort - Kromhoutpad - Willem Kromhout, architect - Kromme Elleboogsteeg - naar de vorm van de weg - Krommestraat - loopt rond naast de Langegracht - Kroonenburg - Kroonenburg in Loenen aan de Vecht - Kroontjesmolen - windkorenmolen De Croon - Kruidendreef - geurende of smakelijke planten - Kruiskamp - in wijk De Kruiskamp misschien een stuk land waarvan de opbrengst ooit bedoeld was voor het deelnemen aan een kruistocht - Kryptonweg - element Krypton - Kuifvlinder - kuifvlinder - Kuinrestraat - plaats Kuinre - Kuiperberg - Kuiperberg van 71 meter bij Ootmarsum - Kwartelstraat - vogelsoort kwartel - Kwekersweg - kweken van gewassen - Kwikstaartpad - vogelsoort kwikstaart |

## L
| - L C van der Vlugtstraat - Lodewijk Cornelius van der Vlugt, architect - Laakboulevard - ontsluitingsweg van de wijk Vathorst. Riviertje de Laak op de grens met Gelderland - Laakweg - grensriviertje de Laak - Laan 1914 - in de Eerste Wereldoorlog verbleven in Amersfoort Belgische vluchtelingen. Voorheen op grondgebied van Leusden - Laan 40-45 - naar Kamp Amersfoort - Laan der Hoven - hof als besloten ruimte - Laan der Winden - reeds in Pompeji bestond al een Laan der Winden - Laan naar Emiclaer - vroegere huis Emiclaer in de wijk Kattenbroek - Laan van Duurzaamheid - uitgangspunt voor de wijk Nieuwland - Laar - landgoed bij Ommen. Een laar is een open plek in het bos. - De Laatste Stuiver - herberg in de Slijkstraat, nu Arnhemsestraat. Wijk Nieuwland. - Laaxumstraat - Laaxum, havenstadje aan de Zuiderzee - Lage Boog - ronding in de wijk Nieuwland - Lage Geeren - laagliggende, spits toelopende stukken grond - Lage Maten - hooilanden met een lage ligging in de wijk Hoogland. - Lageweg - voorheen Laaglandseweg in de wijk Liendert. - Lagune - lagune, door een strandwal agfgesloten stuk zee. Wijk Kattenbroek. - Lakenkoperstraat - laken als dichte wollen stof - Lambert Heijnricsstraat - Lambert Heijnrics - Lambert van Noortstraat - Lambert van Noort - Lampreipad - lamprei, prik of negenoog, kaakloze vis - Lancelotpad - Lancelot als ridder van de Ronde Tafel - Lancering - het afvuren van een raket. Wijk Calveen. - Landbouwweg - landbouwgebied - Landlust - - Landweg - oorspronkelijk Landstraat in Hoogland - Lange Beekstraat - water van de tweede grachtengordel waar de beken op uit kwamen - Langegracht - lang t.o.v. de Kortegracht - Langerijst - boerderij Lange Rijst aan de Heideweg. - Langestraat - langste straat in de oude kern - Langhuis - boerderijtype langhuis - Larixstraat - naaldboom larix - Laurens Costerplein - Laurens Janszoon Coster - Laurusstraat - laurierachtige plantensoort. - Lavendelstraat - plantennaam lavendel - Le Corbusierstraat - Charles Edouard Jeanneret Le Corbusier, Zwitsers-Franse architect - Leerbrief - middeleeuws diploma - Leeghwater - Jan Adriaanszoon Leeghwater waterbouwkundige - Leemans - gemaal Leemans in de Wieringermeer - Leenaert Nicasiusdwarsstraat - Leenaert Nicasius, timmerman die de toren van de Onze-Lieve-Vrouwekerk voor de ondergang behoede - Leenaert Nicasiusstraat - Leenaert Nicasius, timmerman die de toren van de Onze-Lieve-Vrouwekerk voor de ondergang behoede - Leersumseberg - Leersumerberg - Leeuwendalersplein - toneelstuk van Joost van den Vondel - Leeuwenhoekstraat - Anthonie van Leeuwenhoek - Leeuwerikstraat - vogelsoort leeuwerik - Legakker - reep grond om turf te drogen - Leif Eriksonstraat - Leif Eriksson - Leilat - liniaal - Lekstraat - rivier de Lek - Leliestraat - lelie, (Lilium), een plantengeslacht - Lemairestraat - Jacques Lemaire, Nederlands zeevaarder en ontdekkingsreiziger. - Lemelerberg - Lemelerberg - Lemmerkade - Lemmer in Friesland - Lemoengaarde - appelras Lemoen. Wijk Nieuwland. - Lenneplaan - Jacob van Lennep, schrijver - Leonardo Da Vincistraat - Leonardo da Vinci - Leonorehof - sopraan Leonore in de opera Fidelio van Ludwig van Beethoven | - Leonorestraat - sopraan Leonore in de opera Fidelio van Ludwig van Beethoven. Wijk Schuilenburg. - Lester Youngstraat - Lester Young, Amerikaans saxofonist. - Leusderweg - richting Leusden - Leverkruid - plantensoort leverkruid - Libelle - insectensoort libel, een insectenorde (Odonata) - Lichtpenweg - computerpen - Liendertsedreef - wijk Liendert - Liendertseweg - richting Liendert, heette vroeger Lyenlaer. - Lient - lang teugellint - Lieve Vrouwekerkhof - kerkhof rond de Onze Lieve Vrouwekapel of -kerk - Lieve Vrouwestraat - Onze Lieve Vrouwekapel - Lieven de Keyerf - Lieven de Key, Nederlands bouwmeester - Liezenbergpad - Laurens Jakob Liezenberg, verzetsman - Ligusterstraat - plantennaam liguster - Lijsterbesstraat - loofboom lijsterbes - Lijsterstraat - vogelsoort lijster - Lijzijde - scheepsterm, de luwe zijde - Limburgse Bellefleur - appelras - Limburgsestraat - Limburg, Nederlandse provincie - Limburg Stirumlaan - Graaf Leopold van Limburg Stirum, militair en politicus. - Lindeboomseweg - boerderij De Lindeboom bij de buurtschap Zevenhuizen in de wijk Vathorst - Lindelaan - linde, loofbom - Lindestraat - boomsoort linde - Lingestraat - riviertje de Linge in de Betuwe - Linnaeus-Serre - Carl Linnaeus, Zweeds natuuronderzoeker - Linschotenstraat - Jan Huyghen van Linschoten, zeevaartkundige - Lisdodde - plantennaam lisdodde - Lisztstraat - Franz Liszt, componist - Lobeliastraat - plantennaam lobelia - Lobelius-Serre - Matthias l’Obel, Nederlands botanicus en arts. - Lockhorsterweg - Lockhorst, middeleeuws landgoed bij Leusden - Loefzijde - scheepsterm, de zijde waar de wind vandaan komt - Loenerf - Cornelis van Loen, dorpssmid in Hoogland. - Loes van Overeemlaan - Lucia Henrietta Maria Agnes van Overeem - Ziegenhardt, medewerkster van het Rode Kruis in de oorlogsjaren - Lofoten - eilandengroep Lofoten - Loghemstraat - Johannes Bernardus van Loghem, Nederlands architect - Lohengrinplein - opera Lohengrin van Richard Wagner - Lohengrinstraat - opera Lohengrin van Richard Wagner - Lombokstraat - Lombok, Indonesisch eiland - Longkruid - plantennaam longkruid - Loorberg - Loorberg - Lorentzstraat - Hendrik Antoon Lorentz, 1853-1928, Nederlands natuurkundige - Lorreinenplein - personages uit een verhaal over de hertogen van Lotharingen. - Loudonlaan - John Loudon, Nederlands staatsman en minister. Wijk Bergkwartier. - Louis Armstrongstraat - muzikant Louis Armstrong - Louis Kahnstraat - Louis Kahn - Louisapolder - Louisapolder in Zeeuws-Vlaanderen - Louise de Colignylaan - Louise de Coligny - Lovink - Lovink, gemaal bij Zeewolde - Lübeckweg - Duitse havenplaats Lübeck aan de Oostzee - Luistergang - deel van een fort - Luiterf - muziekinstrument luit - Lunterenstaart - plaatsnaam Lunteren - Lupinestraat - plantensoort lupine - Luttenberg - Luttenberg, heuvel van 31 meter in Overijssel. |

## M
| - Maaierspad - het maaien van gras en koren - Maalderij - meelfabbriek De Eemstroom in Hooglanderveen. - Maanglans - maneschijn - Maanlander - ruimtevoertuig - Maarten Lutherstraat - Maarten Luther, kerkhervormer - Maarten Rossaartpad - personage uit de roman De Waterman van Arthur van Schendel - Maaskanterf - Huig Aart Maaskant, architect - Maasstraat - rivier de Maas - Maatweg - maten zijn stukken hooiland - Macharenstraat - - Macharijspad - personage uit het heldendicht Aiol. - Madoerastraat - Madoera een eiland in Indonesië - Maetsuykerstraat - Joan Maetsuyker, gouverneur-generaal voor de VOC in Batavia - Magdalenapolder - Magdalenapolder op Goeree-Overlakkee - Magelhaenstraat - zeevaarder Magelhaen - Magnesiumweg - element magnesium - Mahlerstraat - componist Gustav Mahler - Maiskamp - graansoort maïs - Makelaar - deel van de kap van een huis - Makkumgracht - Makkum (dorp), een dorp in de gemeente Súdwest-Fryslân (prov. Friesland) - Malenpad - De Malen is een markegenootschap - Malesluispad - naar de Malesluis aan de Eem - Mandolinestraat - muziekinstrument mandoline - Manegebaan - manege voor paarden - Manonplein - personage uit een opera van Puccini - Manonstraat - personage uit een opera van Puccini - Mantetgaarde - appelras Mantet - Marcel Breuererf - Marcel Breuer - Marco Polostraat - Marco Polo - Marconistraat - Guglielmo Marconi. Italiaans ingenieur - Maria Montessorilaan - Maria Montessori, Italiaans pedagoge - Mariken van Nimwegenpad - Mariken van Nimwegen - Marimbastraat - marimba, muziekinstrument - Markeloseberg - heuvel van 40 meter bij Markelo - Markenhaven - Marken (Markermeer), voormalig eiland en plaats in de Nederlandse provincie Noord-Holland. - Marktgang - verkoopplek - Marnixlaan - Philips van Marnix, heer van St. Aldegonde, Nederlands staatsman - Marquisen - eilandengroep Marquisen in Polynesië - Marskramerstraat - reizende handelaar marktkramer - Mart Stamerf - Mart Stam, meubelontwerper - Marterpad - marter een dier behorende tot een geslacht van middelgrote roofdieren, bijvoorbeeld boommarter, steenmarter - Marthapad - opera uit het ballet Lady Henriëtte. - Martin Boonlaan - Martin Boon, bestuurslid van meerdere stichtingen in Hoogland - Martinuslaan - heilige Sint Martinus (Sint Maarten) - Masker - ter vermomming - Mastpad - deel van een zeilschip - Mathildehof - hoofdpersoon in een boek van Roald Dahl - Mattenbies - grassoort - Matthias Withoosstraat - Matthias Withoos, kunstschilder uit Amersfoort - Matthijs Vermeulenstraat - Matthijs Vermeulen, componist - Mauritslaan - Maurits van Oranje, graaf van Nassau, sinds 1618 prins van Oranje; stadhouder van Holland en Zeeland 1585, van Utrecht, Gelderland en Overijssel 1590, van Drenthe 1620; bevelhebber van de Staatse troepen 1589; zoon van prins Willem van Oranje en Anna van Saksen. - Max Planckpad - Max Planck, Duits fysicus - Medemblikstraat - Medemblik (stad), de stad Medemblik in de Nederlandse provincie Noord-Holland - Meelbes - meelbes - Meente - gemeenschappelijke grond - Meerdonk - Meerdonk, Belgische gemeente - Meerkoetpad - vogelsoort meerkoet - Meerval - vissoort meerval - Meester Pennewipstraat - personage uit Woutertje Pieterse van Hildebrand - Meester Pielagelaan - Martinus Jacobus Maria Pielage, schoolhoofd in Hooglanderveen - Meesterproef - middeleeuws examenstuk - Mester Smeetslaan - Peter Hubert Smeets, schoolhoofd in Hooglanderveen - Meester Th Heemskerklaan - - Meeuwenstraat - vogelsoort meeuw | - Meidoornpad - plantennaam meidoorn - Meidoornstraat - plantennaam meidoorn - Meijepolder - Meijepolder bij Bodegraven - Meikeverpad - keversoort meikever - Melchior Batenburglaan - Van Basten Batenburg, priester in Hooglanderveen - Mélisandepad - Pelléas et Mélisande, opera van Debussy - Mélisandeplaats - Pelléas et Mélisande, opera van Debussy - Melkkruid - plantensoort melkkruid - Mellemastraat - Samuel Siebe Mellema, verzetsman - Memelweg - havenstad en Hanzelid Memel aan de Oostzee - Memlingstraat - Hans Memling, Vlaams schilder - Memphis - Memphis - Mendelssohnstraat - componist Felix Mendelssohn - Merelstraat - vogelsoort merel - Meridiaan - meridiaan (geografie), denkbeeldige lijn op het aardoppervlak tussen de noordpool en de zuidpool. - Meridiaantunnel - meridiaan (geografie), denkbeeldige lijn op het aardoppervlak tussen de noordpool en de zuidpool. - Merkelbachstraat - Benjamin Berkelbach, Nederlands architect - Merlijnstraat - tovenaar uit de Arthurromans - Merwedestraat - water Merwede - Mesdagstraat - schilder Hendrik Willem Mesdag - Methorststraat - Anthonie Dirk Methorst, burgemeester van Amersfoort - Mezekouw - gaten of sleuven in de kasteelmuur - Mezenpad - vogelsoort mezen - Middelhoefseweg - boerderij Middelhoef - Middellandse Zee - Middellandse Zee - Miereveldstraat - Michel Jansz. van Mierevelt, schilder - Mies van der Rohe-erf - Mies (Ludwig) van der Rohe, architect en meubelontwerper - Mignonpad - personage uit een opera van Ambroise Thomas - Mijnbouwweg - mijnbouw, het delven van steenkool - Milete - Milete, stad in Klein-Azië - Mingersberg - Mingersberg, heuvel van 210 meter - Mirabelpad - hoofdpersoon in een Oudfrans chanson - Modemweg - modem - Moenenstraat - de duivel Moenen uit Mariken van Nimwegen - Moer - veenmoeras - Moerasslak - weekdier moerasslak - Moersbergen - Kasteel Moersbergen in Doorn - Molenaarlaan - beroep molenaar - Molenstraat - molen op de stadswal - Molenweg - molen De Korenaar - Molpad - insecteneter mol - Monarchvlinder - vlindersoort monarchvlinder - Monitorweg - beeldscherm - Monnikenboschpad - Monnikenbosch tussen Soest en amersfoort - Monnikenpad - in de wijk Leusderkwartier - Mont Blanc - Mont Blanc - Mooierstraat - oude straat, oorsprong niet bekend - Moreestraat - personage uit de roaman Vincent Haman - Morgenzon - - Mor Gerritsenstraat - Mor Gerritsz, burgemeester en schepen van Amersfoort - Moriaenpad - zoon van Percival uit de Arthurroman - Morielje - morielje, paddenstoelensoort - Mosselkreek - kreek in de Oosterschelde - Mozartweg - componist Wolfgang Amadeus Mozart - Mui - mui - Muidenkade - Muiden, havenstadje aan de Zuiderzee - Muiderslot - kasteel Muiderslot - Muldersstraat - Johannes Clasinus Mulders, verzetsman - Muntberg - Muntberg, heuvel van 82 meter bij Groesbeek - Mussenpad - vogelsoort mussen - Muurhuizen - huizen gebouwd van afgebroken stadsmuren toen de stad werd uitgebreid - Mycene - Mycene, Griekse stad - Mysterie - onbegrijpelijk iets. Wijk Kattenbroek |

## N
| - Naardermeer - Naardermeer bij Naarden - Nabuccostraat - opera Nabucco van Giuseppe Verdi - Nagelkruid - plantennaam nagelkruid - Nansenstraat - Fridtjof Nansen, Noors ontdekkingsreiziger en staatsman. - Narcisstraat - bolgewas narcis - Nassaulaan - Graafschap Nassau, een graafschap in het Heilige Roomse Rijk - Natriumweg - scheikundig element natrium - Neckstraat - Jacob Cornelisz van Neck, Amsterdams admiraal en bestuurder - Nederhorst - kasteel Nederhorst in Nederhorst den Berg - Neerzeldertseweg - lager gelegen deel van de kreek Zeldert - Neonweg - edelgas neon - Neptunusplein - Neptunus, vanaf de Zon gezien de achtste planeet van het zonnestelsel - Nervistraat - Pier Luigi Nervi, Italiaans architect. - Nesstraat - Aert van Nes, Nederlands luitenant-admiraal; - Newtonpad - Isaac Newton - Nibelungenpad - Duits epos over het dwergvolk de Nibelungen - Nicobaren - Nicobaren, eilandengroep in de Golf van Bengalen - Nicolaas Pienemanstraat - Nicolaas Pieneman - Niels Bohrpad - natuurkundige Niels Bohr - Nieuwe Engel - koopmanshuis de Nieuwe Engel aan de Langestraat in Amersfoort - Nieuwe Poort - rotonde in Amersfoort | - Nieuwerhoek - buitenplaats Nieuwerhoek van de familie Van Hoek in Loenen aan de Vecht - Nieuw Weedepad - merkegenootschap van Wede en Emiclaer - Nieuweweg - weg op de gedempte Sint Aagtensingelgracht (nu 't Zand) - Nieuwlandsedreef - ontsluitingsweg van de wijk Nieuwland - Nieuwlandseweg - Amersfoortse wijk Nieuwland - Nieuwstraat - pas aangelegde weg - Nijenrode - Kasteel Nijenrode in Breukelen - Nijkerkerkstraat - richting Nijkerk - Nijverheidsweg-Noord - nijverheid - Nijverheidsweg-Zuid - industriegebied - Nineve - vroegere stad Nineve in Irak - Nippoer - stad in Mesopotamië - Nolenslaan - Willem Hubert Nolens, Nederlands politicus - Noorderlicht - natuurverschijnsel Poollicht op het noordelijk halfrond - Noordewierweg - Berend Noordewier, wethouder van Amersfoort - Noordoostpolder - Noordoostpolder - Noordzee - Noordzee - Normapad - opera Norma van Vincenzo Bellini - Notarisappelgaarde - appelras notarisappel |

## O
| - Obdamstraat - Jacob van Wassenaer, heer van Obdam, Nederlands vlootvoogd. Wijk Kruiskamp - Oberonpad - Oberon, elfenkoning in de opera van Carl von Weber. - Oceaan - oceaan. Wijk Vathorst. - Oeral - - Oeverweg - in de wijk Vathorst. - Ogierpad - Ogier als paladijn van Karel de Grote - Oldenbarneveltsteeg - Johan van Oldenbarnevelt, raadspensionaris - Oliemolenkwartier - verwoeste oliemolen De Rijzende Zon langs de Eem - Oliesteeg - vroeger Olijstraet in de binnenstad. - Olifantvlinder - olifantsvlinder - Olivierplaats - hoofdpersoon Olivier in het Roelandslied - Olympus - Olympus (berg), de hoogste berg in Griekenland; De Griekse dichter Homerus noemde de Olympus het 'Huis van de goden'. - Onderduikerspad - in de wijk Rustenburg - Onderlangs - weg langs de Hooglandse dijk - Ontdekking - in de wijk Kattenbroek - Ontmoeting - in de wijk Kattenbroek - Oogstpad - opbrengst van veldgewassen - Ooijpolder - Ooijpolder bij Nijmegen - Oostenrijkse Schilling - muntsoort Oostenrijkse schilling - Oostzee - Oostzee - Operaplein - opera een vorm van muziektheater - Operaweg - opera als gezongen toneelstuk - Oplossing - antwoord op een vraag - Oranjelaan - prinsdom Orange in Zuid-Frankrijk - Orion - sterrenbeeld Orion - Orkaden - Britse eilandengroep Orkaden - Orpheuspad - Orpheus van de bekendste mythische liefdesgeschiedenis uit de opera Orpheus en Eurydice van Monteverdi. Wijk Schuilenburg. | - Ossenberg - Ossenberg, heuvel van 63 meter hoogte bij Velp in Gelderland. - Ossenkamp - veldnaam bij Hooglanderveen - Ostadeplein - Adriaen van Ostade, Nederlands schilder - Otellopad - opera van Giacomo Rossini en Giuseppe Verdi. - Otelloplaats - opera van Giacomo Rossini en Giuseppe Verdi. - Otheense Kreek - water bij Terneuzen in Zeeland - Oudaan - ridderhofstad Oudaan bij Breukelen - Oude Grutmolen - pand aan het Havik. Wijk Nieuwland - Oude Kerklaan - naar de oude katholieke kerk op Langenoord in de wijk Hoogland. - Oude Lageweg - voorheen Hoevelakenseweg in Hoogland - Oude Lodijk - de dijk van de kreek Zeldrecht. Een andere naam voor kreek is lo of lode. - Oude Munt - huis aan de Valkestraat, waar mogelijk munten werden geslagen. - Oude Veenweg - door het natte veengebied in Vathorst - Oude Zevenhuizerstraat - naar de buurtschap Zevenhuizen (Bunschoten) - Oudegein - kasteel Oudegein - Oudeschildstraat - Oudeschild, havenstadje op Texel - Oudputweg - uitvoer van computergegevens - Overnes - verdwenen buitenplaats bij Weesp - Overpad - paadje door de velden - Oversteek - fietspad over de vijver van Kattenbroek - Oversticht - buitenplaats Oversticht ook: Veenvecht in Loenen aan de Vecht - Overtoom - boerderij Overtoom in Maarssen. Een overtoom is een toestel om schepen over de dijk te trekken. |

## P
| - Paardenwed - plek om paarden te laten drinken of te wassen. Op de cavaleriekazerne Willem III werden veel paarden gehouden. - Paasberg - Paasberg (Overijssel), 39 meter hoog bij Lochum - Paladijnenweg - paladijn, vazal van Karel de Grote - Palestinaweg - boerderij op huisnummer 3 en buurtschap Palestina. Viel voor de grenswijziging onder de gemeente Nijkerk - Palestinaweg Oost - oorspronkelijk Domstraat - Palet - schildersmateriaal - Palissaden - palenomheining - Palladiostraat - Andrea di Pietro Palladio, Italiaans architect - Palmstraat - boomsoort palmenfamilie - Palmyra - Syrische stad Palmyra - Pampushout - Pampus (eiland), een kunstmatig eiland en fort voor de ingang van het IJ. Nu een bos bij Almere - Panfluitstraat - blaasinstrument panfluit - Panne - laagte in de duinen - Papaverstraat - plantengeslacht papaver - Papenhofstede - twaalf kanunniken (papen) van het St. Joriskapittel - Parelhoenstraat - vogelsoort parelhoen - Parelvisserspad - opera De Parelvissers van Georges Bizet - Park Schoonoord - boerderij Schoonoord in Hoogland - Parnaskruid - plantensoort parnaskruid - Parsifalpad - Parcifal graalridder in de Arthurromans - Parsifalplaats - Parcifal graalridder in de Arthurromans - Pascalstraat - Blaise Pascal, Frans wis- en natuurkundige - Pasteurstraat - Louis Pasteur, Frans chemicus en medicus - Pastoor Pieckweg - Henricus Joannes Pieck, was. Hij stichtte meisjesschool De Brinken en het bejaardenhuis Leo’s Oord - Pastorielaan - oude pastorie - Paternosterstraat - paternoster of rozenkrans, een gebedssnoer dat verkocht werd aan pelgrims die Onze Lieve Vrouwe van Amersfoort kwamen aanbidden. - Patriciërslaan - patriciër, een bevoorrecht burger uit het oude Rome - Patrijzenhof - patrijs (vogel), een akkervogel uit de familie van fazanten (Phasianidae) - Paukenpad - muziekinstrument pauk - Paulinapolder - Paulinapolder bij Biervliet in Zeeuws-Vlaanderen. - Paulus Borstraat - Paulus Bor, Amersfoorts schilder. - Paulus Buyslaan - Paulus Buys, staatsman en jurist uit Amersfoort. - Paulus Potterstraat - schilder Paulus Potter - Pauwstraat - vogelsoort pauwen - Pieter Behrenserf - Pieter Behrens, Duits architect - Peerlenburg - Peerlenburg, buitenplaats in Maarssen - Pelikaanstraat - pelikanen familie van watervogels - Pelléaspad - Pelléas et Mélisande, opera van Claude Debussy. - Pelléasplaats - Pelléas et Mélisande, opera van Claude Debussy. - Penningkruid - plantensoort penningkruid - Peter van Anrooystraat - Peter van Anrooy, componist en dirigent - Petronella Moenslaan - - Petrus Hotton-Serre - Petrus Hotton,1648-1709, Nederlands botanicus - Peutzerf - Petrus Hotton, Nederlands botanicus - Piaamstraat - Piaam, dorp in Friesland - Piccolopad - piccolo (fluit) een kleine dwarsfluit - Piersonlaan - Nicolaas Gerard Pierson, Nederlands minister en president van De Nederlandsche Bank - Pieter Cornelis Hooftlaan - schrijver Pieter Corneliszoon Hooft - Pieter Jelles Troelstralaan - socialistisch voorman Pieter Jelles Troelstra - Piet Heinstraat - Piet Hein (zeevaarder), (1577-1629), Nederlands kapitein en vlootaanvoerder, bekend van de verovering van de Zilvervloot. - Piet Mondriaanlaan - schilder Piet Mondriaan - Piet Mindriaanplein - schilder Piet Mondriaan - Pieter Bothlaan - Pieter Both | - Pieter Pijpersstraat - Pieter Pijpers, lid van het stadsbestuur van Amersfoort en dichter - Pieter Stastokerf - personage uit de Camera Obscura van Hildebrand - Pijlkruid - plantensoort pijlkruid - Pitrus - biezensoort pitrus - Planciusstraat - Petrus Plancius, predikant en cartograaf. - Plantsoen Noord - op de plaats van gesloopte stadsmuren werden plantsoenen aangelegd. - Plantsoen Oost - op de plaats van gesloopte stadsmuren werden plantsoenen aangelegd. - Plataanstraat - boomsoort plataan - Plataanweg - boomsoort plataan - Plevierstraat - vogelsoort plevier - Ploegerspad - het omploegen van de akkers - Plompstraat - Hermanus Joannes Marie Plomp, verzetsman - Plotterweg - plotter (uitvoerapparaat), computergestuurde tekenpen - Podium - de parkeergarages dienen als podium voor een aantal kantoren in Vathorst - Polplein - Johannes Wilhelmus van de Pol, verzetsman - Pompeji - Italiaanse stad Pompeji - Pondspeergaarde - stoofpeerras - Poortersdreef - wie binnen de stadspoort woonde was een poorter - Poortmanpad - Hugo Anne Cornelis Poortman, Amersfoorts architect - Populierstraat - boomsoort populier - Populierweg - boomsoort populier - Posteleinvlinder - vlindersoort posteleinvlinder - Posthoornslak - slakkensoort Grote posthoornslak (Planorbarius corneus) - Postloperlaan - postbode - Potgieterlaan - Everhardus Johannes Potgieter, Nederlands schrijver - Pothovenplein - Arie pothoven, architect - Pothstraat - de Pothbroeders bouwden in de 15e eeuw een pesthuis. - Pottenbakkerlaan - beroep pottenbakker - Prattenburgseberg - 51 meter hoge heuvel bij Veenendaal - Prespameer - Prespameer in Griekenland - Primulastraat - plantensoort primula - Prins Bernhardlaan - Prins Bernhard van Lippe-Biesterfeld; prins der Nederlanden. - Prins Clauslaan - Claus von Amsberg, prins der Nederlanden, echtgenoot van koningin Beatrix - Prins Constantijnlaan - Constantijn van Oranje-Nassau, derde zoon van koningin Beatrix - Prins Frederiklaan - Willem Frederik Karel, zoon van koning Willem I van Nederland en Frederica Louisa Wilhelmina van Pruisen - Prins Hendriklaan - Hendrik van Mecklenburg-Schwerin. Vader van koningin Juliana. - Prins Johan Frisolaan - Johan Friso van Oranje-Nassau, tweede zoon van koningin Beatrix - Prins Willem-Alexanderlaan - Willem-Alexander van Oranje-Nassau, koning der Nederlanden - Prinses Julianaplein - Juliana van Oranje-Nassau, koningin der Nederlanden., - Prinses Marielaan - Marie, prinses der Nederlanden. Jongste dochter van prins Frederik en Louise van Pruisen. - Provenierssteeg - provenier, bewoners van het Bloklandsgasthuis. Proveniers ontvingen voor hun onderhoud een prove of uitkering - Pullstraat - Wouterus Corneliszn. Pull, burgemeester van Amersfoort. - Puntboek - gildeboeken waarin de punten werden genoteerd. - Puntenburgerlaan - landhuis Puntenburg aan de Oude Soesterweg, nu Gerrit van Stellingwerfstraat. Hier woonde de Amersfoortse dichter Pieter Pijpers. - Purmer - Purmer, polder in Noord-Holland - Purpervlinder - vlindersoort purpervlinder - Putterstraat - vogelsoort putter - Pyramusstraat - Pyramus en Thisbe, hoofdpersonen in een middeleeuws liefdesverhaal |

## Q
- Queekhoven - buitenplaats aan de Vecht in Breukelen. Wijk Schothorst

## R
| - Raadhoven - buitenhuis Raadhoven in Maarssen - Rabouwgaarde - winterappel Rabauw - Radiumweg - element radium - Radonweg - radon (element) een edelgas - Rameausstraat - Jean Philippe Rameau 1683-1764, Frans componist van balletmuziek. - Randenbroekerweg - Randenbroek, een landgoed en park in Amersfoort - Van Randwijcklaan - Jules Cornelis van Randwijck, burgemeester van Amersfoort - Ranonkelstraat - plantensoort ranonkel - Ravelijn - halvemaanvormig of hoekig bolwerk buiten de stadsgracht - Réaumurstraat - René-Antoine Ferchault de Réaumur, Frans natuurkundige - Recordweg - schijf in een computerbestand - Rederijkerspad - rederijker, beoefenaar van welsprekendheid - Regelinkplein - Zwier Regelink, verzetsman - Regenboog - regenboog (optica), optisch en meteorologisch verschijnsel. - Regentesselaan - regentesse Emma van Waldeck-Pyrmont - Reggestraat - Regge, riviertje in Overijssel - Rehorstplein - Karl Friedrich Ulrich Rehorst, verzetsman - Reigerstraat - vogelsoort reiger - Reijmerinkstraat - Jan Reijmerink, verzetsman - Reinaartpad - vos uit Van den vos Reynaerde - Reiniersteeg - Reinier van Valkenhoef bewoonde boerderij Roosendaal - Reiniertunnel - Reinier van Valkenhoefvan boerderij Roosendaal. - Reintendreef - Hermanus Reinten, verzetsman - Reling - deel van een schip - Rembrandtstraat - Rembrandt van Rijn - Remise, De - remise van de Amersfoortsche Tramweg-Maatschappij aan de Utrechtseweg - Resedastraat - plantensoort reseda - Reurhout - dialect voor roerhoutje (in de verf) - Ribbensalamander - ribbensalamander - Riddergang - ridder Joris (heilige), beschermheilige van de stad Amersfoort - Riesenberg - Riesenberg, 120 meter hoge heuvel bij Cadier en Keer - Rietkreek - Rietkreek, water in Zeeland - Rietvelderf - Gerrit Rietveld, Nederlands architect en meubelontwerper. - Rietvoorn - zoetwatervis rietvoorn - Rietzangerstraat - vogelsoort rietzanger - Riezebezem - bezem van berkentakken en roggestro - Rigaweg - - Rigantstraat - personage uit de ridderroman Flovent. - Rigolettostraat - opera Rigoletto van Giuseppe Verdi - Rijksweg 1 - de A1 langs Amersfoort, van Hengelo naar Amsterdam - Rijksweg 28 - de A28 langs Amersfoort, van Utrecht naar Hoogeveen - Rijnstraat - rivier de Rijn - Rijpstraat - Jan Cornelisz (de) Rijp, Nederlands zeevaarder en ontdekkingsreiziger. - Ringslang - ringslang - Ringweg Dorrestein - deel van de ringweg om Amersfoort. - Ringweg Koppel - deel van de ringweg om Amersfoort. - Ringweg Kruiskamp - deel van de ringweg om Amersfoort | - Ringweg Randenbroek - deel van de ringweg om Amersfoort - Robbeknolerf - Robbeknol, een personage uit de Spaanse Brabander van Bredero. - Robert Kochstraat - Robert Koch, Duits bacterioloog - Robertskruid - plantensoort robertskruid - Robijnweg - Robijn (korund), een variëteit van het mineraal korund die onder andere als edelsteen wordt toegepast. - Rodderikweg - treurspel Rodderick ende Alphonsus van Bredero - Rode Hert - Het Rode Hart was een logement op de hoek Varkensmarkt/Westsingel - Rode Leeuw - Rode Leeuw was een logement op de hoek aan de Varkensmarkt - Rode Zee - Rode Zee - Roelandplaats - Roeland, paladijn van Karel de Grote - Roelofsstraat - Wiebe Roelofs, landschapsschilder - Roerdompstraat - watervogel roerdomp - Roerstraat - roer (schip), roer van een schip - Roevoeterstraat - mogelijke relatie met de maat roedevoet - Rogaarplein - Petrus Josephus Rogaar, verzetsman - Roggekamp - graansoort rogge (graan) - Roggeveenstraat - Jacob Roggeveen, jurist en theoloog. Ontdekker van Paaseiland. - Roijenspad - Stephanus Jacobus van Roijen, verzetsman - Roméostraat - uit de opera Roméo et Juliette - Rondeelstraat - rondeel (vesting) een bepaald type vesting - Rondweg Noord - deel van de rondweg om Amersfoort - Rondweg Oost - deel van de rondweg om Amersfoort - Rondweg Zuid - deel van de rondweg om Amersfoort - Ronhaarstraat - Jan Herman Ronhaar, verzetsman - Röntgenstraat - Wilhelm Conrad Röntgen, Duits natuurkundige - Rooke-erf - Leonard Rooke, jachtopziener van landgoed Coelhorst en gemeenteraadslid van Hoogland - Roos van Dekemastraat - De Roos van Dekema, roman van Jacob van Lennep - Rootselaarstraat - Wilhelmus Franciscus Nicolaus van Rootselaar, publiceerde over de Amersfoortse geschiedenis; Een van de oprichters van de Oudheidkundige Vereniging Flehite. - Ros Beiaartpad - paard Beiaart uit De Vier Heemskinderen - Rossinistraat - Gioacchino Antonio Rossini, Italiaans componist. - Rostockweg - Rostock (stad), een stad in de Duitse deelstaat Mecklenburg-Voor-Pommeren - Rotor - Rotor (elektromotor), als onderdeel van een elektromotor - Rozemarijnsteeg - rozemarijn (plant) die gebruikt werd voor versiering. Mogelijk ook spotnaam voor een achterbuurt. - Rozenstraat - roos een plant die tot het geslacht Rosa behoort - Rubensstraat - schilder Peter Paul Rubens - Ruigenhof - huis Ruigenhof in Loenen aan de Vecht - Ruijsdaelstraat - schilder Jacob Isaacksz. van Ruisdael - Ruijterstraat - Michiel Adriaanszoon de Ruijter, admiraal - Ruim - deel van een schip - Ruimtesonde - onbemand ruimtevaartuig - Ruimtevaart - ruimtevaart - Rustenburgerweg - boerderij Rustenburg. - Ruys de Beerenbroucklaan - Charles Ruys de Beerenbrouck, minister-president en voorzitter van de Tweede Kamer |

## S
| - Sabapad - eiland Saba - Sabinapolder - Sabinapolder bij Heijningen - Saffierweg - edelsteen saffier - Sagenlaan - sage - Saljoet - Saljoet, Russisch ruimtestation - Sandbrinkwerf - Bart Sandbrink, gemeenteraadslid van Hoogland. Medeoprichter St. Joseph Werklieden Vereniging en muziekvereniging St. Cecilia. - Sandenburg - ridderhofstede bij Langbroek (plaats), in de gemeente Wijk bij Duurstede in de Nederlandse provincie Utrecht - Sanderijnhof - Sanderijn, personage uit een ridderspel - Sara Burgerhartsingel - roman Sara Burgerhart van Betje Wolff en Aagje Deken - Sasje - voormalige kwekerij (mogelijk bij een sluisje) en een buurt bij de Kleine Koppel - Satelliet - Kunstmaan een door mensen gemaakt object in een baan om een hemellichaam. - Saturnus - Saturnus, een van de planeten binnen het zonnestelsel - Satijnvlinder - satijnvlinder - Savornin Lohmanlaan - Alexander de Savornin Lohman, 1837-1924, Nederlands staatsman - Saxofoonpad - blaasinstrument saxofoon - Schaepmanlaan - Hermanus Johannes Aloysius Maria Schaepman, katholiek kamerlid - Schakelaar - schakelaar om iets in of uitschakelen - Schans - schans, onderdeel van de Grebbelinie - Schapendriest - driest, veldnaam bij Hooglanderveen. Een driest, ook wel dries of dres, was een akker die jarenlang als weiland werd gebruikt of braak bleef liggen. Ook wel gemeenschapsgrond die beurtelings als bouw- en grasland werd gebruikt. - Scharwoudestraat - Scharwoude, havenstad aan de Zuiderzee - Schatsberg - Schatsberg, heuvel van 110 meter bij het Limburgse Oirsbeek - Scheepvaartweg - scheepvaart, verzamelnaam - Scheidingsweg - dijkje als scheiding tussen Utrecht en Gelderland. Wijk Hooglanderveen. - Schellingwoudegracht - Schellingwoude, plaatsje aan de Zuiderzee. - Scheltemalaan - Michel Wilhelm Scheltema, medeoprichter van de Maatschappij Zandbergen, een instelling voor jeugdhulpverlening - Scheltussingel - Otto Scheltus van Leusden, burgemeester van Amersfoort. - Schelvissteegje - handel in de vissoort Melanogrammus aeglefinus, vis uit de familie van kabeljauwen, orde kabeljauwachtigen (Gadiformes) - Scherbierstraat - scharrebier dat in Amersfoort werd gebrouwen. - Schermer - Schermer (droogmakerij), de droogmakerij (polder) in de Nederlandse provincie Noord-Holland. - Schiestraat - waternaam Schie - Schilberg - heuvel van 210 meter bij Schilberg (Noorbeek), buurtschap van Slenaken en Noorbeek in Nederlands Limburg grenzend aan België. - Schilderij - geschilderd kunstwerk - Schimmelpenninckkade - Franciscus David graaf Schimmelpenninck, burgemeester van Amersfoort 1891-1899, statenlid en commissaris van de Koningin van Utrecht. - Schimmelpenninckstraat - Franciscus David graaf Schimmelpenninck, burgemeester van Amersfoort 1891-1899, statenlid en commissaris van de Koningin van Utrecht. - Schipperspad - gezagvoerder op een schip - Soeimes - schoeimes, gereedschap - Schoklandstraat - eiland Schokland - Scholeksterstraat - vogelsoort scholekster - Schone van Boskoopgaarde - appelras Schone van Boskoop - Schoonorderlaan - naar Park Schoonoord in Hoogland - Schorrekruid - plantensoort schorrenkruid - Schoutensteeg - Schoutenburg als woning van de schout - Schovenpad - korenschoof - Schothorsterlaan - landgoed Schothorst - Schrijnwerkerlaan - ambacht schrijnwerker - Schrijverhof - Adriana Schrijver, verzetsvrouw - Schubertstraat - componist Franz Peter Schubert - Schuilenburgerplein - Schuilenburg, wijk in Amersfoort. - Schuilenburgerweg - herberg Schuilenburg aan de Hogeweg. - Schulk - Hooglands dialect voor 'schort' - Schumannstraat - Duits componist Robert Schumann - Schup - Hooglands dialect voor 'puntige spade' - Schurenberg - Nuth, 210 meter hoge heuvel bij Nuth - Schutspatroon - schutspatroon, de beschermheilige - Segerserf - Petrus Hendrikus Segers, schoolhoofd van de St. Henricusjongensschool in Hoogland. Met bestuursfuncties op het gebied van land- en tuinbouwonderwijs. - Sem Dresdenstraat - Sam Dresden, Nederlands componist - Senffpad - Hans Ludo Senff, verzetsman - Seringenpad - plantennaam sering - Seringstraat - plantensoort sering - Sextant - Sextant (sterrenbeeld), een onopvallend sterrenbeeld aan de hemelequator - Sibeliusstraat - Jean Sibelius, Fins componist - Siegfriedstraat - personage uit het Nibelungenlied - Sijsjespeergaarde - perenras sijsjespeer - Sikkelkruid - plantensoort sikkelkruid - Sikkemapad - Wubbo Sikkema, verzetsman - Siliciumweg - silicium, scheikundig element - Silverstein - koetshuis van buitenplaats Goudestein in Maarssen - Simsonplein - Simson Bijbels personage in de opera Samson en Delila - Simsonstraat - opera Samson and Delilah - Sint Agathastraat - het Sint Agatha- of Sint Aagtenconvent stond op de hoek van het rote Spui en ’t Zand. - Sint Andriesstraat - naar Sint Andriespoort, richting het Sint Andriesklooster. - Sint Annastraat - Sint Annakapel, Sint Annamolen en het buurtje Achter Sint Annamolen. - Sint Ansfridusstraat - Sint Ansfridus, bisschop van Utrecht, stichtte het klooster Hohorst op de Heiligenberg. - Sint Bonifaciusstraat - rediker die bij Dokkum werd vermoord. - Sint Brandaenstraat - Sint Brandaen, een abt en heilige uit Ierland. Hij stichtte daar een aantal kloosters. Brandaan is vooral bekend van De Reis van Sint-Brandaan (ook Sinte Brandane of Sente Brandane genoemd), een Middelnederlands gedicht uit de 12e eeuw. - Sint Eustatiuspad - Sint Eustatius, eiland van de Nederlandse Antillen - Sint Janskerkhof - kerkhof van de Broeders van het Gemene Leven bij hun St. Jansconvent. - Sint Jorisplein - Joris (heilige), patroon (beschermheilige) van Amersfoort - Sint Jorisstraat - Joris (heilige), patroon (beschermheilige) van Amersfoort - Sint Maartenpad - eiland Sint Maarten van de Nederlandse Antillen - Sint Pietersberg - Sint Pietersberg in LImburg - Sint Radboudstraat - Sint Radbout of Radbod, was bisschop van Utrecht - Sint Rochusstraat - Sint Rochuskapel stond op het terrein van Armen De Poth. Genoemd naar de Fransman Rochus van Montpellier. - Sint Willibrordusstraat - Willibrord verkondigde het christelijk geloof in de noordelijke Nederlanden - Sisselaarpad - Cornelis Sisselaar, verzetsman - Slaagseweg - naar het 'slaan' ofwel verdelen van een land in percelen - Slangevecht - buitenplaats Slangevecht in Breukelen - Sleutelstuk - verbindingsstuk tussen balken - Slieten - lange, rechte, gladgemaakte dunne boomstammen die in oude boerderijen boven de deel werden gebruikt | - Slijkpoortsteeg - De Slijkpoort was opgenomen in de tweede ommuring van de stad, aan het eind van de Arnhemseweg - Slootakkers - veldnaam bij Hooglanderveen - Slotermeer - Slotermeer (Friesland) meer in Friesland - Slufter - slufter, stroomgeul voor de kust - Smalle Heidje - stuk grond aan de Heideweg in Hoogland - Smallebrug - in het Smallepad - Smallepad - niet erg breed, voorheen Omgelegde Soesterdwarsstraatweg genoemd. - Smaragdweg - smaragd, edelsteen - Smeenge - elektrisch gemaal bij Kraggenburg - Sneekermeer - Sneekermeer, water bij Sneek. - Snelliuspad - Willebrord Snel van Royen, gelatiniseerd tot Snellius, wis- en natuurkundige - Sneulseweg - boerderij Sneul stond aan de Nieuwlandseweg - Snijdersberg - Snijdersberg (plaats), 100 meter hoge heuvel en buurtschap bij Geulle - Snoeckgensheuvel - heuvel van Henrick Snoeck die hier bezittingen had. - Snoek - vissoort snoek - Snouckaertlaan - Albert Carel baron Snouckaert van Schauburg, onderprefect van het arrondissement Amersfoort in de Franse tijd. - Socrateslaan - Socrates (470 v.Chr.- 399 v.Chr.), Grieks filosoof; - Soembastraat - Soemba, Indonesische eiland - Soerendonk - Soerendonk, een dorp in de gemeente Cranendonck in de provincie Noord-Brabant - Soesterweg - richting Soest - Soetendaal - huis Soetendaal tegenover Goudestein in Maarssen - Soeverein - soeverein, niet ondergeschikt - Softwareweg - software, programmatuur - Somersbergen - landhuis Somersbergen in Maarssen - Sonnetweg - sonnet - Spaarnestraat - Spaarne, riviertje in Haarlem - Spacelab - spacelab - Spaceshuttle - Spaceshuttleprogramma, een Amerikaans ruimtevaartprogramma om mensen en vracht naar de ruimte te brengen door middel van ruimteveren (space shuttles). - Spakenburgkade - Spakenburg - Spanderswoud - Spanderswoud, een bosgebied van ongeveer 213 ha ten westen van de weg Bussum - Hilversum - Sparrenboomseberg - heuvel bij Veenendaal - Sparstraat - naaldboom spar - Spechtstraat - vogelsoort specht - Speenkruid - plantensoort speenkruid - Sperwerhorst - roofvogel sperwer - Spieker - De Spieker is een graanschuur - Spieringsteeg - spiering, vissoort - Spilbergenstraat - Joris van Spilbergen, Nederlands zeevaarder - Spinetpad - spinet, toetsinstrument - Spinozapad - Baruch de Spinoza, Nederlands filosoof - Spoetnik - Spoetnikprogramma, een ruimtevaartprogramma van de Sovjet-Unie - Spoordonk - Spoordonk bij Oirschot - Spoorstraat - weg naar het spoor - Sportlaan - langs de sportvelden - Sportpark Bokkeduinen - Bokkeduinen tussen Amersfoort en Soest. - Sportpark Zielhorst - Zielhorst - Spreeuwenstraat - vogelsoort spreeuw - Sprengenberg - Sprengenberg bij Haarle - Springerstraat - Leonard Springer, Nederlands landschapsarchitect - Sprokenpad - vergrotende vorm van sprookje - Spruitenburg - buitenplaats Spruitenburg bij Maarssen. - Spuikreek - water in Zeeland - Stadhuisplein - stadhuis van Amersfoort - Stadsring - deel van de rondweg om het centrum van Amersfoort - Staetekamer - pronkkamer - Stalkruid - stalkruid, plantensoort - Stamperweg - Stamper (plant) - een seksueel orgaan van een plant - Staringlaan - Anthony Christiaan Winand Staring (1767–1840), schrijver - Stationsplein - Treinstation - Stationsstraat - NS-station - Stator - stator, deel van een dynamo of een motor - Stavorenstraat - Stavoren, havenplaatsje aan de Zuiderzee - Steenbes - plantensoort steenbes - Steenbok - sterrenbeeld Steenbok - Steenhouwerstraat - ambacht steenhouwer - Steintjeskreek - Steintjeskreek op het Zeeuwse Sint Philipsland - Stelp - stelpboerderij - Stengelweg - deel van een plant - Stephensonstraat - George Stephenson, Brits ingenieur; bouwer van de eerste locomotief. - Sterappelgaarde - appelras Sterappel - Sterrenkroos - plantensoort sterrenkroos - Stettinweg - Szczecin (Duits: Stettin), een stad in Noordwest-Polen - Steur - vissoort steur - Steven - deel van een schip - Steven van der Hagenlaan - Steven van der Haghen, Amersfoortse zeevaarder; - Stevinstraat - Simon Stevin - Stichtse Rotonde - Sticht Utrecht, vorstendom van Utrechtse bisschoppen - Stille Steeg Oost - in de wijk Kattenbroek - Stille Steeg West - in de wijk Kattenbroek - Stinse - versterkt huis in Friesland - Stoutenburgerlaan - richting Stoutenburg - Stovestraat - badstoof of badhuis - Stradivariusstraat - vioolbouwer Antonio Stradivari - Strang - dode rivierarm - Streeksel - strekel, Hooglands dialect voor schuurhoutje voor een zeis - Struikheide - plantensoort struikheide - Struweelpad - struweel is kreupelbosje - Stuurboord - scheepsterm stuurboord - Stuw - stuw, waterbouwkundig kunstwerk dat als doel heeft om water in een loop, beek of rivier op te stuwen. - Stuwdam - stuwdam in een rivier - Stuyvesantstraat - Peter Stuyvesant bewindsman - Suikerpeergaarde - perenras suikerpeer - Sullivanstraat - Louis Sullivan, Amerikaans architect - Sumatrastraat - eiland Sumatra, op vijf na grootste eiland van de wereld (ongeveer 470.000 km²) en behoort bij Indonesië. - Surinamelaan - Suriname, voormalige Nederlandse kolonie - Suzannapolder - Suzannapolder, op het eiland Tholen in Zeeland. - Swammerdamstraat - Swammerdam. - Swammerdam - Jan Swammerdam, anatoom en entomoloog. - Sweikhuizerberg - 110 meter hoge heuvel bij Sweikhuizen. - Sytzamastraat - Johannes Galenus van Sytzama, een Nederlandse cavalerieofficier en politicus. |

## T
| - Tabaksschuur - In Amersfoort en omgeving werd tabak verbouwd - Tafelberg - Tafelberg (Gooi) op de Tafelbergheide, een heidegebied en hoogste punt van 36 meter in het Nederlandse Gooi; - Tafelrondeplein - Orde van de Ronde Tafel, ridderorde van de mythische Koning Arthur. - Talingstraat - taling, een eendensoort die diverse kleine eenden omvat. - Talmalaan - Syb Talma, Nederlands dominee en politicus - Tamboerijnstraat - muziekinstrument tamboerijn - Tankenberg - Tankenberg, heuvel van 85 meter bij Oldenzaal - Tannhäuserplein - opera van Richard Wagner - Tannhäuserstraat - opera van Richard Wagner - Tappersgilde - gilde van middeleeuwse biertappers - Tapuitstraat - vogelsoort tapuit - Tarwekamp - graansoort tarwe - Tasjeskruid - plantensoort tasjeskruid - Tatra - - Telemannhof - Georg Philipp Telemann, Duits componist - Tenorplaats - tenor, zangstem - Terminalweg - computerterminal, deel van een computer - Ternatestraat - Ternate - een eiland in de Molukse Zee - Terugblik - terugkijken op belevenissen - Tesselschadelaan - Maria Tesselschade Visscher, Nederlands dichteres, dochter van Roemer Visscher. - Teut - land De Teut (of To(e)te) van de Utrechtse bisschoppen - Thebe - Thebe (Egypte), een hoofdstad van het oude Egypte, het huidige Luxor - Theo Uden Masmanstraat - Theo Uden Masman, dirigent, componist en pianist - Thorbeckeplein - Johan Rudolph Thorbecke, een Nederlands staatsman en minister-president van liberale signatuur. Hij wordt als de grondlegger van het parlementarisme in Nederland beschouwd. - Tibeerthof - kater Tibeert uit Van den vos Reynaerde - Tijnpad - Maurits van Tijn, verzetsman - Timorstraat - eiland Timor - Tingieterstraat - ambacht tingieter - Tisbehof - Pyramus en Thisbe, personages uit een middeleeuws liefdesverhaal. - Tjaarderpolder - Tjaarderpolder bij Wirdum - Tjalkweg - scheepstype tjalk - Tol - aan het eind van de Hamseweg werd tol geheven - Tolick - boerderij met landerijen van de heer van IJsselstein. Hier werd tol geheven. - Tollenslaan - Hendrik Franciscus Caroluszoon Tollens, Nederlands koopman en dichter. | - Tonnekreek - kreek aan het Hollands Diep - Tooverberg - Tooverberg bij Putte - Torengang - richting Onze Lieve Vrouwetoren - Torenstraat - richting Onze Lieve Vrouwetoren - Toscastraat - opera Tosca van Giacomo Puccini - Traviatastraat - opera La Traviata - Treekerbergje - kindertehuis van de Maatschappij Zandbergen - Trekvogelweg - trekvogel - Treublaan - Willem Treub, Nederlands econoom en minister - Triangelstraat - triangel, muziekinstrument - Trijntje Corneliserf - klucht van Constantijn Huygens - Trijntje Priempad - Trijntje Priem-Brons stichtte het bedrijf voor thuiswerk "Priema". - Tristanpad - opera Tristan en Isolde van Richard Wagner - Tristanplaats - opera Tristan en Isolde van Richard Wagner - Troje - Troje, stad in Klein-Azië - Trombonestraat - muziekinstrument trombone - Trompetstraat - blaasinstrument trompet - Trompstraat - Maarten Harpertszoon Tromp, Nederlands zeevaarder en luitenant-admiraal in de Nederlandse marine. Tromp geniet faam als bekend zeeheld in de Nederlandse geschiedenis. - Troostwijkstraat - Maurits Troostwijk, 1914-1991, burgemeester van Amersfoort en kamerlid. Wijk Zonnehof. - Trosjespeergaarde - perenras trosjespeer - Tuinbouwweg - tuinbouw - Tuinfluiterstraat - vogelsoort tuinfluiter - Tuinkamp - veldnaam bij Hooglanderveen - Tuinslak - tuinslak - Tulpstraat - plantensoort tulp - Turandotstraat - Turandot, opera van Giacomo Puccini. - Turfberg - heuvel van 41 meter bij Vierhouten - Turpijnplaats - Turpijn is een personage uit het Roelantslied - Tuunhamer - Hooglands dialect voor grote houten hamer - Tuyllstraat - William Charles Reginald baron van Tuyll van Serooskerken, burgemeester van Hoogland, heer van Coelhorst (1845-1903), getrouwd met Mathilde van Limburg Stirum - Tweelingen - sterrenbeeld Tweelingen - Twentseweg - Twente, streek in Overijssel |

## U
| - Ubachsberg - Ubachsberg, plateau van 180 meter hoogte in Zuid-Limburg - Uddelermeer - Uddelermeer - Uilenspiegelstraat - Tijl Uilenspiegel - Uilvlinder - Uilen (vlinders), familie van nachtvlinders - Uitdamstraat - plaats Uitdam aan de vroegere Zuiderzee - Uithuizerpolder - Uithuizerpolder bij Uithuizen | - Ulebord - uilenbord, driehoekig luik op boerderijen - Undinestraat - opera Undine van Albert Lotzing - Uraniumweg - scheikundig element uranium - Urkgracht - Urk, Zuiderzeestadje - Utrechtsestraat - richting Utrecht - Utrechtseweg - provincie Utrecht |

## V
| - Vaalserberg - Vaalserberg, 321 meter hoge heuvel bij Vaals (plaats) - Vagenkamp - groot stuk land bij hoeve Bieshaar. - Valendries - boerderij Valendriest in buurtschap De Brand aan de Hoveniersweg - Valeriushof - Adriaen Valerius, Zeeuws schrijver - Valkenhorst - roofvogel valk - Valkestraat - herberg De Vergulde Valk - Valkruid - plantensoort valkruid - Valutaboulevard - valuta als munteenheden - Van 't Eindstraat - - Van Almondestraat - Philips van Almonde, Nederlands vlootvoogd. - Van Assenraadstraat - Wijnand van Assenraad, burgemeester van Amersfoort. - Van Bemmelstraat - Abraham Van Bemmel, Amersfoorts notaris, auteur geschiedwerk 'Beschrijving der stad Amersfoort'. - Van Beuningenlaan - Hendrik Adriaan van Beuningen, Nederlands Tweede Kamerlid en directeur van de Steenkolenhandelsvereniging. - Van Brakelstraat - Jan van Brakel, Nederlands vlootvoogd - Van Brammenstraat - Dolf van Brammen, personage uit de Camera Obscura van Hildebrand. Wijk: Zielhorst - Van Campenstraat - Jacob van Campen, Nederlands schilder en bouwmeester. - Van Daalpad - Arnoldus van Daal, verzetsman - Van de Polplein - Johannes Wilhelmus van de Pol, verzetsman - Van de Weemplein - Martinus Hendrikus van de Weem, verzetsman - Van den Helmstraat - - Van der Doesstraat - Pieter van der Does, Nederlands vlootvoogd - Van der Glashof - Jan Roelof van der Glas, Nederlands componist - Van der Weijpad - Luitsen van der Weij, verzetsman - Van Dillewijndreef - Emma van Dillewijn, verzetsvrouw - Van Doesburgstraat - Theo van Doesburg, een Nederlands kunstenaar - Van Donkelaarstraat - Gerard van Donkelaar, verzetsman - Van Eesterenstraat - Cornelis van Eesteren, Nederlands architect en stedenbouwkundige. - Van Effenlaan - Justus van Effen, Nederlands letterkundige - Van Galenstraat - Johan van Galen, Nederlands vlootvoogd - Van Ghentstraat - Willem Joseph van Ghent, Nederlands vlootvoogd - Van Goudoeverstraat - Henri van Goudoever, Nederlands dirigent, cellist, componist en antroposofisch denker. - Van Grootheestpad - Gerard Catharinus van Grootheest, verzetsman - Van Hoftenstraat - Gerardus Cornelis van Hoften, verzetsman - Van Hogendorplaan - Van Hogendorp (geslacht), een adellijke familie - Van Houtenlaan - Samuel van Houten, Nederlands staatsman - Van Karnebeeklaan - Abraham Pieter Cornelis van Karnebeek, Nederlands staatsman - Van Lenneplaan - Jacob van Lennep, schrijver - Van Limburg Stirumlaan - Leopold van Limburg Stirum, militair en politicus - Van Linschotenstraat - Jan Huyghen van Linschoten, zeevaartkundige - Van Loghemstraat - Johannes Bernardus van Loghem, Nederlands architect - Van Lunterenstraat - Henri van Lunteren, Nederlands landschapsarchitect - Van Maerlantlaan - Jacob van Maerlant - Van Marnixlaan - Filips van Marnix van Sint-Aldegonde, Zuid-Nederlands schrijver, staatsman en theoloog - van Musschenbroekstraat - Petrus van Musschenbroek, Nederlandse natuurkundige, hoogleraar in de wiskunde, geneeskunde en sterrenkunde - Van Nesstraat - Aert van Nes, Nederlands luitenant-admiraal - Van Obdamstraat - Jacob van Wassenaer Obdam, Nederlands admiraal uit de zeventiende eeuw. - Van Ostadeplein - Adriaen van Ostade, Nederlandse schilders van de gouden eeuw. - Van Oudijckerf - personage in het boek De Stille Kracht van Louis Couperus - Van Persijnstraat - Frederik Hendrik van Persijn, burgemeester van Amersfoort - Van Randwijcklaan - Jules Cornelis van Randwijck, burgemeester van Amersfoort - Van Roijenpad - Stephanus Jacobus van Roijen, verzetsman - Van Rootselaarstraat - Willem Franciscus Nicolaus van Rootselaar, kapelaan te Amersfoort en vanaf 1876 de eerste gemeentearchivaris van die stad. - Van Spilbergenstraat - Joris van Spilbergen, Nederlands zeevaarder - Van Sytzamastraat - Johannes Galenus van Sytzama, Nederlands militair - Van Tijnpad - Maurits van Tijn, verzetsman - Van Woustraat - Geert van Wou, wordt beschouwd als de belangrijkste luidklokkengieter die Europa gekend heeft. - Vanadiumweg - vanadium, scheikundig element - Varkensmarkt - handel in varkens - Vasco Da Gamastraat - ontdekkingsreiziger Vasco da Gama - Veenweg - grondsoort - Veepad - - Veldbeemd - beemd is nat hooiland - Velddorp - - Veldstraat - | - Veluwemeer - Veluwemeer - Vening Meineszstraat - Felix Andries Meinesz, ook: Vening Meinesz, Nederlands geofysicus en aardmeetkundige - Venterspad - handelsweg voor de visverkopers uit Spakenburg - Verbindingsweg - verbindt Nijkerk met Amersfoort - Verdistraat - componist Giuseppe Verdi - Verdiweg - componist Giuseppe Verdi - Vergulde Paarden - pand aan de Krommestraat - Vergulde Pauw - huis aan de Langestraat - Vergulde Valk - huis aan de Valkestraat dat later 't Valkje werd genoemd - Vergulde Wagen - logement aan de Utrechtsestraat - Verhoevenstraat - Theodorus Verhoeven, rector van de Latijnse school in Amersfoort - Vermeerstraat - schilder Johannes Vermeer - Verwondering - - Verzetsplein - verzetplegers in de Tweede Wereldoorlog - Vetkruid - plantensoort vetkruid - Victor Hortastraat - Victor Horta, Belgisch architect - Victoriameer Victoriameer in Afrika - Victoriestraat - 1945 - Vier Akkers - woning bij boerderij Kattenbroek - Vijfvingerkruid - plantensoort vijfvingerkruid - Vijlenerberg - Vijlenerberg, heuvel bij Vijlen (plaats) - Vijver - visvijver - Vincent Hamanerf - personage uit de roman van Willem Paap - Vincent van Goghstraat - schilder Vincent van Gogh - Vingerhoedskruid - plantennaam vingerhoedskruid - Vinkenbaan - zangvogelfamilie - Vinselaarseweg - hoeve Vinselaar bij Stoutenburg - Violenstraat - plantenfamilie - Vissering - gemaal in de Noordoostpolder bij Urk, genoemd naar Nederlandse Bankdirecteur Gerard Vissering - Visotter - visotter - Vitruviusstraat - Marcus Pollio Vitruvius, Romeins schrijver en bouwmeester - Vivianestraat - de fee Viviane uit de Arthurromans - Vlaamsestraat - Vlaanderen in België - Vlasakkerweg - gebied De Vlasakkers waar vlas werd verbouwd. - Vlierenberg - Vlierenberg, heuvel van 92 meter bij Groesbeek - Vliervlinder - vliervlinder - Vlijtstraat - wasserij De Vlijt op het Blekerseiland - Vlinderpad - vlinders - Voerman - wagenmenner - Voeting - deel van een pilaar of draagmuur - Vogelplein - gevleugelde diersoort - Vogelvlinder - vogelvlinder - Vogelweide - - Volendamkade - Volendam - Vollenhovekade - Vollenhove - Voltastraat - natuurkundige Alessandro Giuseppe Antoni Anastasio graaf Volta - Vondellaan - schrijver Joost van den Vondel - Vondelplein - schrijver Joost van den Vondel - Voorburcht - deel van een kasteel voorburcht - Voorde - boerderij onder Hoogland - Vooronder - deel van een schip - Voorste Kreek - water bij Terneuzen - Vooruitzicht - toekomst - Vossenstraat - familie van de hondachtigen - Vreeland - plaats Vreeland aan de Utrechtse Vecht - Vrije Vriend - naam van de woning aan Muurhuizen 10 - Vrouwenpolder - Vrouwenpolder op Walcheren - Vuurgloed - warmte afstralend - Vuursalamander - vuursalamander - Vuursteenberg - heuvel van 25 meter bij Hattem |

## W
| - Waag - waag, penbaar weeghuis - Waalspad - Johannes Diderik van der Waals, Nederlands natuurkundige - Waalstraat - rivier de Waal - Waarwijckstraat - Wijbrandt van Waerwijck, Noord-Nederlands admiraal - Wageningseberg - Wageningse Berg, heuvel bij Wageningen - Wagnerstraat - componist Richard Wagner - Wamellaan - Waldeck Pyrmontlaan - Waldeck Pyrmont, Duits vorstendom - Walikerstraat - ook wel Wolkerstraat genoemd, - Walter Gropiuserf - Walter Adolf George Gropius, architect en industrieel vormgever - Waltoren - muurtoren van de stad - Want - scheepsterm - Wapserveen - Wapserveen - Warande - dreef, beschermd jachtgebied - Waterdaal - huis Waterdael met kwekerij - Waterdreef - verzamelnaam straatnamen met thema waterplanten en -dieren - Waterdrieblad - plantensoort waterdrieblad - Watergentiaan - waterlant watergentiaan - Waterjuffer - geslacht van de Waterjuffers - Waterkers - waterkers - Waterlelie - plantensoort waterlelie - Watermunt - plantensoort watermunt - Waterranonkel - waterranonkel, plantennaam - Watersalamander - watersalamander - Waterscheerling - waterplant waterscheerling - Waterschorpioen - waterschorpioen - Waterspin - waterspin - Waterspringstaart - waterspringstaart - Watersteeg - onderdeel van het Waterkwartier in de wijk Nieuwland - Watertor - watertorren - Waterviolier - plantensoort waterviolier - Watervlo - watervlo - Waterzuring - plantensoort waterzuring - Wattstraat - James Watt, uitvinder - Weberstraat - Carl Maria von Weber, Duits componist - Wederik - plantennaam wederik - Weegsteen - gewicht op een weegschaal - Weemplein - Martinus Hendrikus van de Weem, verzetsman - Weerepolder - Weerepolder bij Kolhorn - Weerhorsterweg, Weerhorst, boerderij nabij de Eem, Hoogland - Weerschijnvlinder - weerschijnvlinders - Weertmanplein - Albert Jan Weertman, verzetsman - Weeshuisgang - van het Burgerweeshuis in Mariënhof naar het Lint- en Spinhuis - Weg van de Vrede - vrede na 1945 - Weg van de Vrijheid - vrijheid na 1945 - Weijpad - Luitsen van der Weij, verzetsman - Weistraat - weide - Wellensiekerf - Andreas Marie Wellensiek, veearts in Hoogland - Weltevreden - villanaam - Welvaren - café Voermans Welvaren aan de Liendertseweg - Wervershoofstraat - Zuiderzeeplaatssje Wervershoof - Wessel Ilckenstraat - Wessel Ilcken, jazzmuzikant en bandleider - Westerdorpsstraat - naar Hoevelaken-West - Westerstraat - in westelijke richting - Westrheenenstraat - familie Van Westrheenen was lid van de stadsregering en leverde burgemeesters, schepenen en raadsleden | - Westsingel - verdedigingsgracht - Weteringkade - vroegere Calveense Wetering - Weverssingel - veel wevers woonden aan de singel - Wezelpad - roofdiertje wezel - Wezeperberg - Wezeperberg, 43 meter hoge bult bij Wezep - Wiekenweg - boerderijnaam en deel van een molen - Wiekslag - slag van de vogelvleugel - Wielandstraat - hoofdpersoon uit het Oud-IJslandse Wielandlied - Wielewaalstraat - vogelsoort Wielewaal - Wieringenpad - eiland Wieringen - Wieringermeerpolder - Wieringermeerpolder - Wijdeveldstraat - Hendricus Theodorus Wijdeveld, Nederlands architect, lithograaf en grafisch ontwerper. - Wijersstraat - Albertus Gernardus Wijers, burgemeester van Amersfoort - Wildemanskruid - plantensoort wildemanskruid - Wilgenlaan - boomsoort wilg - Willem Barentsstraat - Willem Barents, zeevaarder en carthograaf. - Willem Bontekoestraat - Willem IJsbrantsz. Bontekoe, zeevaarder - Willem de Zwijgerlaan - Willem de Zwijger, andere naam voor Willem van Oranje - Willem Landrépad - Willem Landré, Nederlands componist - Willem Mertenspad - personage in de roman Levensspiegel van J. van Oudshoorn - Willem Tomassenlaan - Willem Tomassen, medeoprichter van voetbalvereniging Hooglanderveen. - Willem van Mechelenstraat - Willem van Mechelen, bisschop van Utrecht - Willem van Otterloostraat - Willem van Otterloo, dirigent en componist - Willem Verbeekerf - Willem Verbeek, huisarts in Hoogland - Windsteeg - het kan er flink waaien - Windturbine - windturbine - Wingerd - plantensoort wingerd - Winkelpad - langs de winkels aan de Hamseweg - Winstongaarde - appelras Winston - Wismarweg - Oostzeehaven Wismar - Wissel - waardepapier - Witte de Withstraat - Witte de With, vlootvoogd - Witte Wal - beschermende wal - Witte Zee - Witte Zee, randzee van de Barentszzee binnen de Noordelijke IJszee - Witte Zwaan - logement en posthuis Witte Zwaan aan de utrechtseweg - Wittekindpad - personage uit de Karelroman Widukind - Wittert van Hooglandlaan - Wittert van Hoogland - Wittlaan - gebroeders Cornelis en Johan de Witt - Woestijgerweg - weg door het onontgonnen Woesteigen van de Amersfoortse meent - Wolframkade - wolfraam, scheikundig element - Wolfseind - deel van een wolfdak - Wolleweversgilde - een drapier is in Amersfoort een wolwever - Wolvenstraat - diersoort wolf - Woudzoom - bosrand - Woustraat - Gerard Wou, schilder - Wouter van Bloklandlaan - Wouter van Blokland Cornelisz., heer van Laag Blokland, stichter van het Heilig Sacramentsgasthuis, dat daarom Bloklandsgasthuis werd genoemd. - Wouter van Dijklaan - Wouter van Dijk, kerkmeester van de St. Josephparochie. - Wulpstraat - snipachtige vogelsoort wulp |

## Z
| - Zaaierspad - zaden zaaien - Zadelmakerstraat - ambacht van zadelmaker - Zaenpad - Willem van der Zaen, schout-bij-nacht, - Zalm - diverse vissen uit de familie Zalmen - Zaltbommelstraat - - Zand - met zand dichtgestorte singel - Zandbergenlaan - naar landgoed Zandbergen, later kindertehuis - Zandgat - afgraving - Zandhuisje - boerderij Het Zandhuisje op de Zandheuvel - Zandkamp - boerderijnamen Hoge Zandkamp en Lage Zandkamp - Zandkreek - water tussen Noord- en Zuid-Beveland - Zangvogelweg - vogelfamilie - Zeelt - vissoort zeelt - Zeepkruid - plantensoort zeepkruid - Zeeuwsestraat - provincie Zeeland - Zeevaarderspad - voorheen Hoevelakense voetpad - Zeilpad - deel van een schip - Zeijerveen - veengebied bij Assen - Zeisum - Hooglands dialect voor zeis - Zeldertsedreef - - Zeldertsepoort - toegang tot Nieuwland - Zeldertseweg - het gebied Zeldert - Zenegroen - zenegroen, plantensoort - Zernikestraat - Frits Zernike, Nederlands natuurkundige - Zevenhuizen - Zeven huizen tegenover de Sint Joriskerk - Zevenhuizerpoort - poort in de stadsmuur richting Zevenhuizen - Zevenhuizerstraat - naar buurtschap Zevenhuizen - Zielhorsterlaan - hoeve Zielhorst - Zielhorsterweg - hoeve Zielhorst - Zigeuneringaarde - appelras Zigeunerin - Zijderupsvlinder - zijderupsvlinder - Zijpenberg - Zijpenberg, heuvel bij Rheden van 106 meter hoog - Zilverberg- Zilverberg, heuvel bij Doorwerth (61 meter) | - Zocherpad - tuinarchitect Jan David Zocher, klegde plantsoenen aan op de stadswallen van Amersfoort - Zoete Aagtgaarde - appelras Zoete Aagt - Zoete Campagnergaarde - appelras Zoete Campagne - Zoete Ermgaard - appelras Ermgaard - Zoetegaarde - appelras Zoete Oranje - Zomervaagt - veldnaam bij Hooglanderveen - Zonnecel - zonnecel, levert energie - Zonnedauw - plantensoort zonnedauw - Zonnehof - herenhuis Zonnehof - Zonnewijzer - zonnewijzer voor plaatsbepaling - Zuiderkruis - sterrenbeeld Zuiderkruis - Zuidsingel - verdedigingsgracht - Zuilenlaan - Piet van Zuilen, maakte de bouw van het Zuster- en Bejaardenhuis St. Joseph in Hooglanderveen mogelijk. - Zuivelhof - locatie zuivelfabriek Hoogland - Zuurbes - zuurbes, plantensoort - Zwaaikom - keerpunt voor schepen in de Eem - Zwaanstraat - vogelsoort zwaan - Zwaluwenstraat - zwaluwen, een familie uit de orde van zangvogels - Zwanenhalssteeg - zwanenhals - Zwarte Arend - herberg De Zwarte Arend bij de Arnhemsepoort - Zwarte Goorderweg - hoeve Zwarte Goor, goor betekent hier moeras - Zwarte Paard - cafénaam aan de Kamp 47 - Zwarte Ruiter - huis De Swarte Ruyter aan de Lieve Vrouwestraat - Zwarte Zee - Zwarte Zee - Zwartesteeg - kleur van as en sintels - Zwarteweg - kleur van de sintels - Zwartsluiskade - zuiderzeehaven Zwartsluis - Zwin - een zwin is een geul die evenwijdig aan de waterlijn loopt. Wijk Kattenbroek. |

## Lijst van straten in Hooglanderveen[3]
- Achterhoekerweg - weg in/ naar de buurtschap Achterhoek;
- Alphons Mulderlaan - vernoemd naar de dorpssmid Alphons Mulder (1897-1966) die vele bestuurs- en vrijwilligersfuncties deed;
- Amendijk;
- Andries van Altenalaan - in het verlengde van de Van Zuilenlaan. Andries van Altena (1909-1968) had een kruidenierszaak en was lid van de reserve-politie en gemeenteraadslid voor de CHU;
- Bart Flospad - Bart Flos was gemeenteraadslid en stuwende kracht achter de vakbeweging, ziekenfonds en vele maatschappelijke organisaties;
- Bombiezen - naar de plas Bombiezen in de buurt van deze straat. De plas werd later gedempt met huisvuil. Genoemd naar de plantennaam bombiezen;
- Brenninkmeijerlaan - Stephan Joseph Brenninkmeijer (1875-1930), priester en bouwpastoor van de Sint-Josephparochie;
- Brink;
- Cornelis Sminklaan;
- Daan Brouwerlaan;
- De Hofstede;
- De Maalderij - vernoemd naar de maalderij van landbouwcoöperatie De Samenwerking, later De Eemstroom die op deze plaats was gevestigd;
- Dirk van Weelaan - Dirk van Wee (1898-1992), woonde op de boerderij “De Keut” aan de van Tuyllstraat;
- Dombosch;
- Domstraat;
- Duisterweg - vernoemd naar de voormalige buurtschap, gerecht, gemeente Duist en voormalig waterschap Duist;
- Eindweg;
- Gagelgat - naar de plant wilde gagel (Myrica gale);
- Gerard Schimmellaan;
- Heideweg;
- Hendrik Boersenlaan - vernoemd naar Hendrik Boersen (1888-1956), eerste directeur (1915-1956) van landbouwcoöperatie De Samenwerking;
- Hoekveen;
- Holleweg;
- Hoog en Wellerlaan;
- Johannes Maria Goeslaan - vernoemd naar pastoor Goes (1910-1993), bouwpastoor (1962-1970) van de Heilige Geestkerk in de Amersfoortse wijk Randenbroek, vervolgens tot zijn emeritaat pastoor van de Sint-Josephparochie;
- Johannes van Rossumlaan;
- Landweg;
- Palestinaweg - boerderijnaam en buurtschap Palestina;
- Palestinaweg Oost;
- Palissaden;
- Postloperlaan;
- Scheidingsweg;
- Sterrebos;
- Streeksel;
- Van Zuilenlaan;
- Van Beeklaan;
- Van Tuyllstraat - vernoemd naar Henri Charles van Tuyll van Serooskerken (1884-1950), van 1915 tot 1930 burgemeester van Hoogland;
- Veenweg;
- Veldbeemd;
- Verbindingsweg;
- Wouter van Dijklaan - Wouter van Dijk kwam op voor de belangen van de boeren. Hij was lid van het eerste kerkbestuur van de Sint-Josephparochie (1917).